# Inwazja aliantów zachodnich na Niemcy
Inwazja aliantów zachodnich na Niemcy – skoordynowana kampania wojenna aliantów zachodnich (wojsk amerykańskich, brytyjskich, francuskich, kanadyjskich, polskich i belgijskich) przeprowadzona w ostatnich miesiącach działań bojowych na froncie zachodnim II wojny światowej.
W ramach przygotowań do inwazji na Niemcy zaplanowano szereg operacji ofensywnych mających na celu przejęcie i zdobycie wschodniego i zachodniego brzegu Renu: operację Veritable i operację Grenade w lutym 1945 r. oraz operację Lumberjack i operację Undertone w marcu 1945 r. Ostateczna inwazja aliantów zachodnich na Niemcy rozpoczęła się 22 marca 1945 r., gdy wojska alianckie przekroczyły Ren, a następnie rozwinęły ofensywę i opanowały całe zachodnie Niemcy od Bałtyku na północy po przełęcze alpejskie na południu, gdzie połączyły się z żołnierzami 5 Armii Stanów Zjednoczonych stacjonującej we Włoszech . W połączeniu ze zdobyciem Berchtesgaden, oznaczało to rozwianie wszelkich nadziei niemieckiego przywództwa wojskowego i politycznego na dalsze prowadzenie wojny z tak zwanej „reduty narodowej” w Alpach austriackich, a wkrótce potem, 8 maja 1945 r., nastąpiła bezwarunkowa kapitulacja Niemiec. W amerykańskiej historiografii wojskowej wydarzenia te są nazywane „kampanią środkowoeuropejską”.
Na początku 1945 r. obrót wydarzeń sprzyjał siłom alianckim w Europie. Na froncie zachodnim alianci walczyli w zachodnich Niemczech na linii Zygfryda od bitew o Akwizgran i o las Hürtgen pod koniec 1944 r., a do stycznia 1945 r. zepchnęli Niemców z powrotem do ich punktów wyjściowych z ofensywy w Ardenach. Niepowodzenie tej ofensywy wyczerpało rezerwę strategiczną wojsk niemieckich, czyniąc je źle przygotowanymi do odparcia ostatnich ofensyw alianckich w Europie. Straty poniesione w Nadrenii dodatkowo osłabiły armię niemiecką, pozostawiając tylko resztki jednostek do obrony wschodniego brzegu Renu. 7 marca Amerykanie zajęli ostatni pozostały nienaruszony most na Renie w Remagen i utworzyli duży przyczółek na wschodnim brzegu rzeki. Podczas operacji Lumberjack, Plunder i Undertone w marcu 1945 r. niemieckie straty w okresie od lutego do marca 1945 r. szacuje się na 400 000 ludzi, w tym 280 000 wziętych do niewoli.
W tym samym czasie na froncie wschodnim Armia Czerwona (a także Wojsko Polskie pod dowództwem radzieckim) zajęła większość terytorium Polski i rozpoczęła ofensywę na wschodnie Niemcy w lutym 1945 r., a w kwietniu była już w trakcie ostatecznego uderzenia na Berlin. Początkowe natarcie na sprzymierzoną z Niemcami Rumunię, pierwsza ofensywa jassko–kiszyniowska w kwietniu i maju 1944 roku, zakończyło się niepowodzeniem; ale już druga ofensywa w sierpniu odniosła pełny sukces. Armia Czerwona wdarła się również w głąb Węgier (ofensywa budapesztańska) i wschodniej Czechosłowacji oraz tymczasowo zatrzymała się na obecnej granicy polsko-niemieckiej na linii Odra–Nysa Łużycka. Te gwałtowne postępy wojsk radzieckich na froncie wschodnim zniszczyły wiele doświadczonych niemieckich jednostek bojowych i poważnie ograniczyły zdolność Wehrmachtu do wzmocnienia obrony Renu. Zwycięstwo Sprzymierzonych było już pewne, gdy zachodni alianci dopiero przygotowywali się do ostatniej ofensywy w sercu Niemiec.

## Ordre de Bataille

### Siły alianckie
Na początku 1945 roku Naczelny Dowódca Alianckich Sił Ekspedycyjnych, gen. Dwight Eisenhower, miał pod swoim dowództwem 73 dywizje w północno-zachodniej Europie, w tym 49 dywizji piechoty, 20 dywizji pancernych i 4 dywizje powietrznodesantowe. 49 z tych dywizji było amerykańskich, 12 brytyjskich, osiem francuskich, trzy kanadyjskie i jedna polska. Kolejnych siedem dywizji amerykańskich przybyło w lutym wraz z brytyjską 5 Dywizją Piechoty i I Korpusem Kanadyjskim, obie po walkach na froncie włoskim. Gdy rozpoczęła się inwazja na Niemcy, Eisenhower miał pod swoim dowództwem łącznie 90 dywizji o pełnej sile bojowej, a liczba dywizji pancernych osiągnęła 25. Front aliancki wzdłuż Renu rozciągał się na odległość 720 km od ujścia rzeki Ren do Morza Północnego w Holandii do granicy szwajcarskiej na południu.
Siły alianckie na tej linii były podzielone na trzy grupy armii. Na północy, od Morza Północnego do miejsca położonego ok. 16 km na północ od Kolonii, znajdowała się 21 Grupa Armii dowodzona przez feldmarszałka Bernarda Montgomery’ego. W ramach 21 Grupy Armii kanadyjska 1 Armia (pod dowództwem gen. Harry’ego Crerara) utrzymywała lewą flankę linii aliantów, z brytyjską 2 Armią (gen. Miles Dempsey) w centrum i amerykańską 9 Armią (gen. William Hood Simpson) na południu. Środek linii aliantów od prawej flanki 9 Armii do punktu położonego ok. 24 km na południe od Moguncji utrzymywała 12 Grupa Armii pod dowództwem gen. Omara Bradleya. Bradley miał dwie armie amerykańskie, 1 Armię (gen. Courtney Hodges) po lewej stronie (północnej) i 3 Armię (gen. George Patton) po prawej stronie (południowej). Uzupełnieniem alianckiej linii do granicy ze Szwajcarią była 6 Grupa Armii dowodzona przez gen. Jacoba Deversa, z amerykańską 7 Armią (gen. Alexander Patch) na północy i francuską 1 Armią „Ren i Dunaj” (gen. Jean de Lattre de Tassigny) najbardziej na południe.
Kiedy te trzy grupy armii wyparły Wehrmacht na drugi brzeg Renu, Eisenhower zaczął na nowo przemyśliwać swoje plany dotyczące ostatecznej przeprawy przez Ren i ofensywy w stronę serca Niemiec. Pierwotnie planował przyciągnąć wszystkie swoje siły na zachodni brzeg Renu, wykorzystując rzekę jako naturalną barierę, która pomogłaby pokryć słabiej obsadzone odcinki jego linii. Główne uderzenie za rzeką miało być wykonane na północy przez 21 Grupę Armii Montgomery’ego, której elementy miały skierować się na wschód w celu połączenia się z amerykańską 1 Armią, która wykonałaby drugorzędny atak na północny wschód znad rzeki Ruhry. Jeśli plan by się powiódł, ten manewr okrążający ogarnąłby przemysłowy obszar Zagłębia Ruhry, neutralizując największą koncentrację pozostałej niemieckiej zdolności przemysłowej.

### Siły niemieckie
W obliczu aliantów stanęło OB West, najwyższe dowództwo sił niemieckich na Zachodzie, kierowane przez feldmarszałka Alberta Kesselringa, który 10 marca przejął to stanowisko od feldmarszałka Gerda von Rundstedta. Chociaż Kesselring niósł za sobą wybitne osiągnięcia jako strateg obronny z kampanii włoskiej, nie miał wystarczających sił, aby stworzyć spójną obronę. Podczas walk na zachód od Renu do marca 1945 r. armia niemiecka na froncie zachodnim została zredukowana do zaledwie 26 dywizji, zorganizowanych w trzy grupy armii (H, B i G). Wzmocnienia były niewielkie lub żadne, ponieważ Oberkommando der Wehrmacht nadal koncentrowało większość sił przeciwko Armii Czerwonej; oszacowano, że Niemcy mieli w kwietniu 214 dywizji na froncie wschodnim.
21 marca dowództwo Grupy Armii H przemianowano na Oberbefehlshaber Nordwest (Dowództwo Armii Północny Zachód) kierowane przez gen. Ernsta Buscha, stawiając byłego dowódcę Grupy Armii H, gen. Johannesa Blaskowitza, na czele „Dowództwa Armii Holandia” (dawna 25 Armia) odciętego przez wojska alianckie w Holandii. Busch, którego główną siłą była niemiecka 1 Armia Spadochronowa, miał utworzyć prawe skrzydło niemieckiej obrony. Na środku frontu, broniąc Zagłębia Ruhry, Kesselring postawił feldmarszałka Walthera Modela dowodzącego Grupą Armii B (15 Armia i 5 Armia Pancerna), a na południu miał Grupę Armii G gen. Paula Haussera (7 Armia, 1 Armia i 19 Armia).

## Plany Eisenhowera
Eisenhower planował, że po zdobyciu Zagłębia Ruhry 21 Grupa Armii będzie kontynuowała natarcie na wschód przez równiny północnych Niemiec aż do Berlina. 12 i 6 Grupa Armii miały zorganizować pomocniczą ofensywę, aby wytrącić Niemców z równowagi i zmniejszyć ich zdolność do powstrzymania północnego natarcia. To dodatkowe uderzenie dałoby Eisenhowerowi również pewną elastyczność na wypadek, gdyby atak na północy napotkał na niespodziewane trudności.
Z kilku powodów Eisenhower zaczął korygować te plany pod koniec marca. Po pierwsze, jego kwatera główna otrzymała informacje, że wojska radzieckie utrzymywały przyczółek na Odrze, 48 km od Berlina. Ponieważ armie alianckie na Renie znajdowały się wciąż ponad 480 km od niemieckiej stolicy, z trudną do przekroczenia rzeką Łabą w odległości 320 km, wydawało się oczywistym, że Sowieci zdobędą Berlin na długo zanim zachodni alianci będą mogli do niego dotrzeć. W ten sposób Eisenhower zwrócił swoją uwagę na inne cele, przede wszystkim na szybkie spotkanie z Armią Czerwoną w celu podzielenia armii niemieckiej na dwie części i zapobieżenia jakiejkolwiek możliwości jej połączonej obrony. Po osiągnięciu tych celów pozostałe siły niemieckie będą mogły zostać pokonane w częściach.

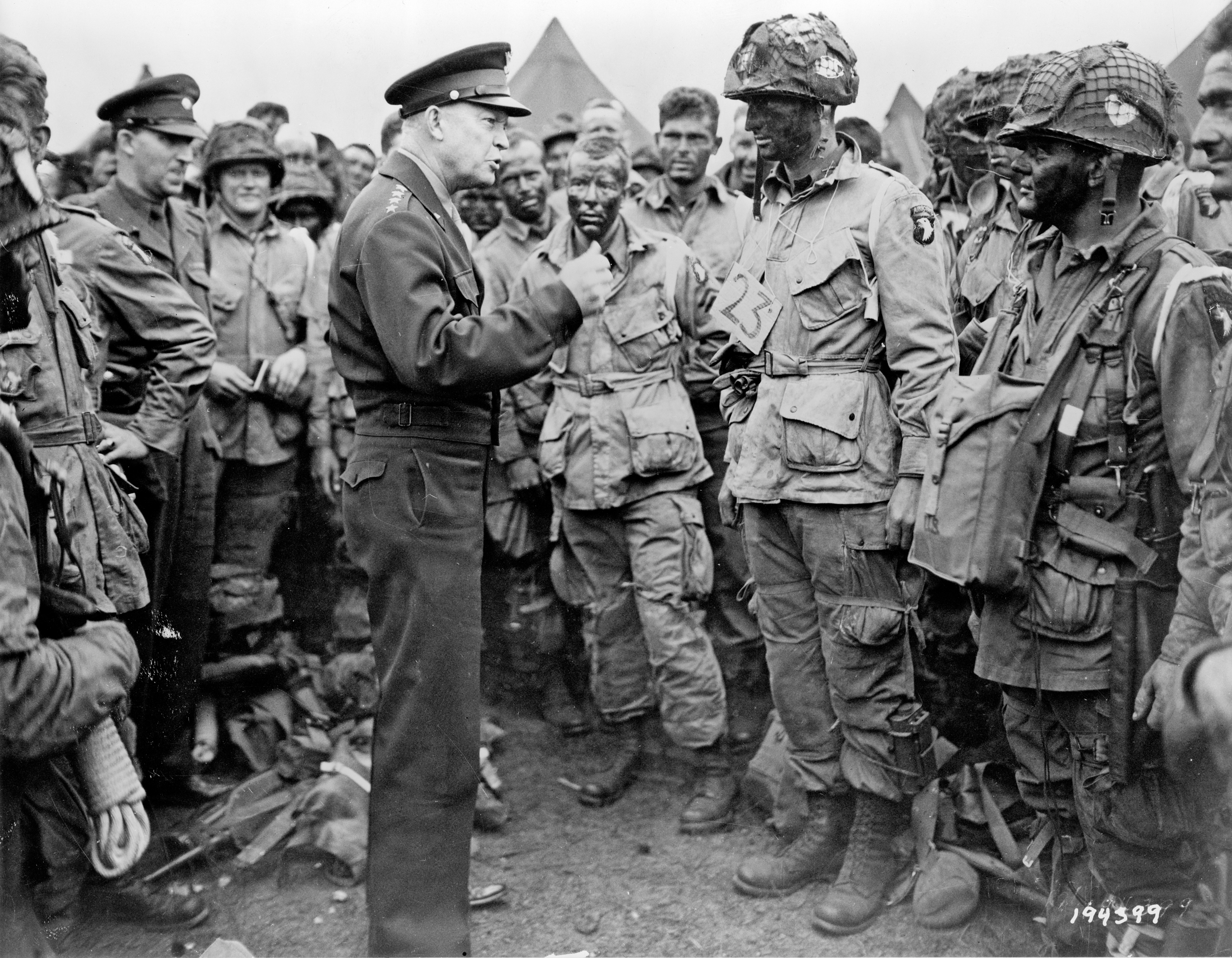
Gen. Dwight Eisenhower ze spadochroniarzami 101 Dywizji Powietrznodesantowej

Oprócz tego wciąż była otwarta sprawa Zagłębia Ruhry. Chociaż nadal znajdowała się tam znaczna liczba żołnierzy niemieckich i wystarczająca ilość przemysłu, aby zachować swoje znaczenie jako główny cel alianckiej ofensywy, wywiad aliancki poinformował, że znaczna część przemysłu zbrojeniowego regionu została przeniesiona na południowy wschód, w głąb Niemiec. Zwiększyło to znaczenie działań wojsk alianckich w pobliżu południowej części Renu.
Skupienie uwagi Eisenhowera na południu dotyczyło także „reduty narodowej”. Według plotek, najbardziej fanatyczne i lojalne wojska Hitlera przygotowywały się do długotrwałego oporu w naturalnych fortecach utworzonych przez surowe alpejskie formy terenowe południowych Niemiec i zachodniej Austrii. Gdyby wytrzymali rok lub dłużej, spór polityczny pomiędzy Związkiem Radzieckim a zachodnimi aliantami mógł dać im możliwość wpływu na jakieś korzystne dla Niemiec rozwiązanie pokojowe. W rzeczywistości do czasu przepraw aliantów przez Ren Wehrmacht poniósł tak poważne klęski zarówno na froncie wschodnim, jak i zachodnim, że ledwo był w stanie prowadzić skuteczne działania opóźniające, a już na pewno nie mógł zebrać wystarczającej liczby żołnierzy, aby utworzyć dobrze zorganizowany alpejski ruch oporu. Mimo to wywiad aliancki nie mógł całkowicie wykluczyć możliwości, że resztki sił niemieckich podejmą próbę samobójczego ostatniego boju w Alpach. Rozważenie tej możliwości stało się kolejnym argumentem za przemyśleniem roli południowej ofensywy przez Niemcy.
Być może najbardziej przekonujący powód, dla którego zwiększono nacisk na ten kierunek, miał więcej wspólnego z działaniami Amerykanów niż Niemców. Podczas gdy Montgomery starannie i ostrożnie planował główny atak na północy, wraz z przygotowaniem artyleryjskim i atakami powietrznymi, siły amerykańskie na południu wykazywały rodzaj spontanicznej agresywności w boju, którą Eisenhower najbardziej chciał widzieć w nadchodzącej ofensywie. 7 marca amerykańska 1 Armia Hodgesa zdobyła ostatni nienaruszony most na Renie w Remagen i stopniowo rozbudowywała przyczółek.
Na południu, w regionie Saar-Palatynat, 3 Armia Pattona zadała druzgocący cios niemieckiej 7 Armii i wspólnie z 7 Armią prawie zniszczyła niemiecką 1 Armię. W ciągu pięciu dni walki, od 18 do 22 marca, siły Pattona wzięły do niewoli ponad 68 000 Niemców. Te odważne działania zlikwidowały ostatnie niemieckie pozycje na zachód od Renu. Chociaż uderzenie Montgomery’ego nadal było planowane jako główny wysiłek nadchodzącej ofensywy, Eisenhower uważał, że obecność sił amerykańskich na południu nie powinna zostać zmarnowana jedynie do utrzymywania linii na Renie lub wykonywania tylko ograniczonych ataków dywersyjnych na wschodnim brzegu. Pod koniec marca Naczelny Dowódca skłaniał się więc ku decyzji o nałożeniu większej odpowiedzialności na swoje siły na południu. Wystarczyłyby wydarzenia z kilku pierwszych dni kampanii, aby przekonać go, że to właściwy kierunek działań.

## Procesy okupacyjne
Kiedy żołnierze alianccy wkraczali do niemieckiego miasta, jego władze lokalne i pozostali na miejscu mieszkańcy zwykle używali białych flag, prześcieradeł i obrusów, aby zasygnalizować kapitulację. Dowódca jednostki zajmującej teren, zwykle kompanii lub batalionu, przejmował odpowiedzialność za miasto. Żołnierze rozesłali kopie Proklamacji nr 1 gen. Eisenhowera, która rozpoczęła się od słów: „Przychodzimy jako zwycięska armia, a nie jako ciemiężcy”. Proklamacja wymagała od ludności cywilnej przestrzegania wszystkich rozkazów miejscowego dowódcy, ustanawiała ścisłą godzinę policyjną i ograniczenia w przemieszczaniu się, a także nakazywała skonfiskowanie całego sprzętu komunikacyjnego i broni. Po dniu lub dwóch miasto przejmowały wyspecjalizowane jednostki Office of Military Government, United States (OMGUS). Żołnierze rekwirowali mieszkańcom mieszkania i biura według potrzeb. Początkowo robiono to nieformalnie, a mieszkańcy byli natychmiast eksmitowani i mogli zabrać ze sobą jedynie trochę rzeczy osobistych, lecz wkrótce proces ten został ucywilizowany, przyznając mieszkańcom trzy godziny na spakowanie się, a personel OMGUS dostarczał im rachunki za zajęte nieruchomości. Przesiedleni mieszkańcy musieli jednak samodzielnie znaleźć nowe mieszkanie.

## Operacje wojskowe

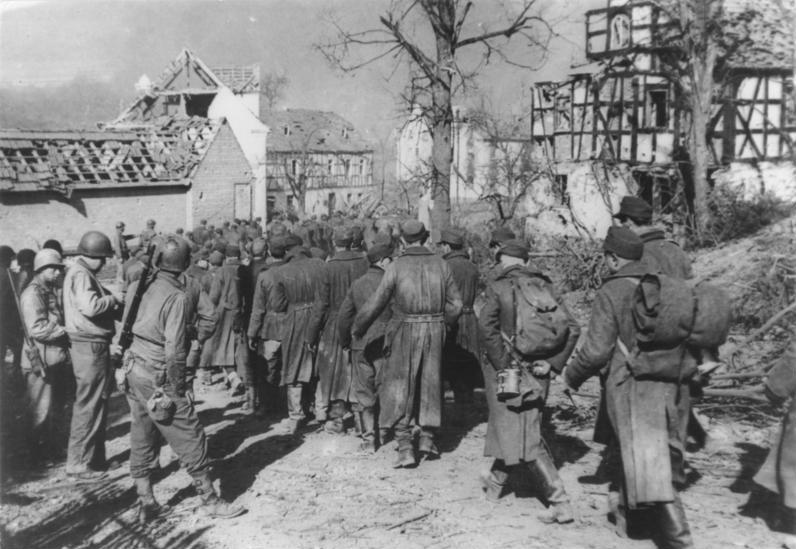
Niemieccy jeńcy w Nadrenii

19 marca Eisenhower polecił Bradleyowi przygotować 1 Armię do wyjścia z przyczółka Remagen w dowolnym momencie po 22 marca. Tego samego dnia, w odpowiedzi na pokaz siły 3 Armii w regionie Saara-Palatynat, wierząc, że wkrótce będzie miał kolejną siłę na wschodnim brzegu Renu strzegącą flanki 1 Armii, Bradley dał Pattonowi zielone światło dla bojowego przekroczenia Renu tak szybko, jak to możliwe.
Były to dokładnie takie rozkazy, na jakie liczył Patton; uważał on, że gdyby wystarczająco potężna siła mogła zostać przerzucona przez rzekę i osiągnąć znaczne postępy, to Eisenhower mógłby przenieść odpowiedzialność za główną ofensywę przez Niemcy z 21 Grupy Armii Montgomery’ego na 12 Grupę Armii Bradleya. Patton docenił również możliwość pokonania Montgomery’ego w wyścigu przez rzekę i zdobycia dla 3 Armii upragnionego wyróżnienia, jakim było dokonanie pierwszego bojowego przekroczenia Renu w historii najnowszej. Aby to osiągnąć, musiał działać szybko.
21 marca Patton rozkazał swojemu XII Korpusowi przygotować się do szturmu na Ren następnej nocy, dzień przed planowaną przeprawą Montgomery’ego. Chociaż było to krótkie powiadomienie, XII Korpus był już wcześniej świadomy rozwoju sytuacji. Gdy tylko Patton otrzymał 19 grudnia rozkaz wykonania przeprawy, zaczął wysyłać łodzie szturmowe, sprzęt pomostowy i inne zaopatrzenie z magazynów w Lotaryngii, gdzie były składowane od jesieni w oczekiwaniu na taką okazję. Widząc, jak ten sprzęt przybywa na linię, żołnierze XII Korpusu nie potrzebowali żadnych rozkazów z wyższego dowództwa, aby zrozumieć, co to oznacza.
Lokalizacja ataku przez rzekę była krytyczna. Patton wiedział, że najbardziej oczywistym miejscem, w którym można przekroczyć Ren, jest Moguncja lub tuż obszar w dół rzeki, na północ od miasta. Wybór był oczywisty, ponieważ rzeka Men, płynąca na północ 48 km na wschód i równolegle do Renu, skręca na zachód i wpada do Renu w Moguncji, dlatego posuwanie się na południe od miasta wymagałoby przekroczenia dwóch rzek zamiast jednej. Jednak Patton zdawał sobie również sprawę, że Niemcy byli świadomi tej trudności i spodziewali się jego ataku na północ od Moguncji. Dlatego zdecydował się na atak pozorowany w Moguncji, dokonując prawdziwego desantu w Nierstein i Oppenheimie, 14–16 km na południe od miasta. Po tym podstawowym ataku, którego podjąłby się XII Korpus, VIII Korpus miałby wykonać przejścia pomocnicze w Boppard i St. Goar, 40–48 km na północny zachód od Moguncji.
Teren w okolicach Nierstein i Oppenheimu sprzyjał wsparciu artylerii, z wzniesieniami na zachodnim brzegu i widokiem na stosunkowo płaski obszar na wschodzie. Jednak ten sam płaski wschodni brzeg oznaczał, że przyczółek musiałby zostać szybko i silnie wzmocniony i poszerzony poza rzekę, ponieważ nie było odpowiedniego terenu do jego obrony. Znaczenie szybkiego uzyskania głębokiego przyczółka potęgował fakt, że pierwszy dostęp do przyzwoitej sieci drogowej znajdował się ok. 9,7 km w głębi lądu w miejscowości Groß-Gerau.

### Przekroczenie Renu przez 12 Grupę Armii (22 marca)

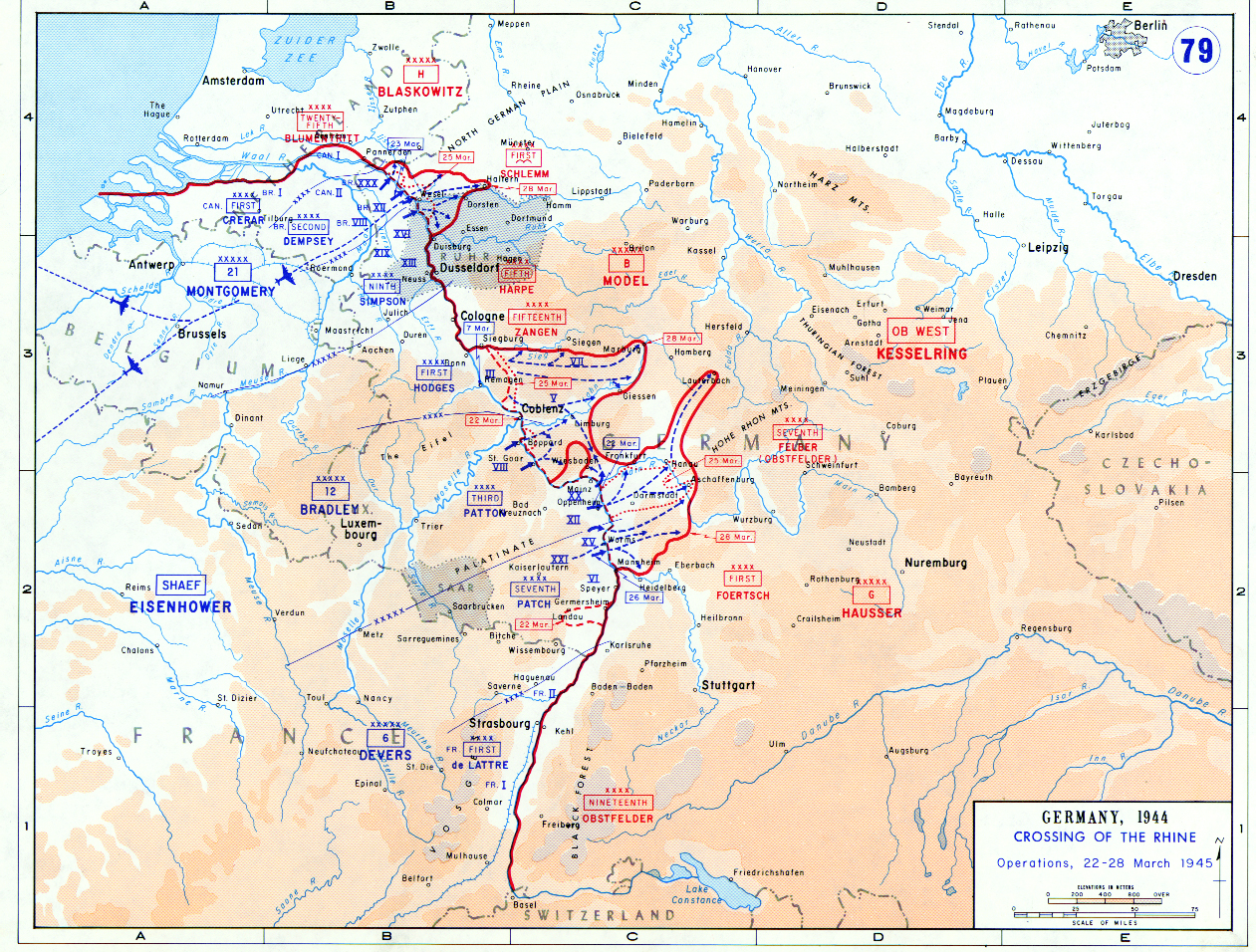
Przeprawa przez Ren między 22 a 28 marca 1945 r.

22 marca, przy jasnym księżycu oświetlającym nocne niebo, elementy 5 Dywizji Piechoty XII Korpusu Stanów Zjednoczonych rozpoczęły przeprawę 3 Armii przez Ren. Pod Nierstein oddziały szturmowe nie napotkały żadnego oporu. Gdy pierwsze łodzie dotarły na wschodni brzeg, siedmiu zaskoczonych Niemców poddało się, a następnie popłynęło bez eskorty na zachodni brzeg, gdzie mieli zostać zatrzymani. Jednak w górę rzeki, nieopodal Oppenheimu, desant nie przebiegał tak lekko. Pierwsza fala łodzi była już w połowie drogi, kiedy Niemcy zaczęli zasypywać ich ogniem z karabinów maszynowych. Intensywna wymiana ognia trwała około trzydziestu minut, w czasie których łodzie szturmowe przedostały się przez rzekę i wysadziły na brzeg żołnierzy, którzy przeszli do ataków na rozproszone punkty obronne. Do północy Niemcy się poddali, a jednostki amerykańskie ruszyły w bok, aby skonsolidować miejsca przeprawy i zaatakować pierwsze wioski za rzeką. Niemiecki opór był sporadyczny, a pospiesznie przeprowadzane kontrataki zawsze szybko się wypalały, powodując niewiele ofiar wśród aliantów, a wiele w szeregach obrońców. Niemcom brakowało zarówno siły ludzkiej, jak i ciężkiego sprzętu do bardziej zdecydowanej obrony.
Po południu 23 marca wszystkie trzy pułki 5 Dywizji Piechoty znalazły się na przyczółku, a dołączony pułk z 90 Dywizji Piechoty właśnie przez nią przechodził. Czołgi i niszczyciele czołgów przewożono przez cały ranek, a wieczorem most pontonowy został otwarty dla ruchu. Do północy jednostki piechoty przesunęły granicę przyczółka na ponad 8 km w głąb lądu, zapewniając sukces pierwszego szturm przez Ren w historii najnowszej.
Szybko nastąpiły dwie kolejne przeprawy 3 Armii - obie w wykonaniu VIII Korpusu. We wczesnych godzinach porannych 25 marca elementy 87 Dywizji Piechoty przekroczyły Ren na północ pod Boppardu, a 24 godziny później elementy 89 Dywizji Piechoty przeszły 13 km na południe od Boppardu w St. Goar. Chociaż obrona tych miejsc była nieco bardziej zdeterminowana niż w miejscach przeprawy XII Korpusu, trudności desantów w Boppardzie i St. Goar były potęgowane bardziej przez ukształtowanie terenu niż niemiecki opór. Punkty przejścia VIII Korpusu znajdowały się wzdłuż Wąwozu Renu, gdzie rzeka wyrzeźbiła głęboką przepaść między dwoma pasmami górskimi, tworząc strome ściany kanionu o wysokości ponad 91 m po obu stronach. Ponadto rzeka płynęła tam szybko i nieprzewidywalnymi prądami. Pomimo ukształtowania terenu, niemieckich karabinów maszynowych i ostrzału 20-milimetrowych dział przeciwlotniczych, żołnierzom VIII Korpusu udało się przejąć kontrolę nad wschodnim brzegiem do zmroku 26 marca, a niemiecki opór załamał się na całej długości obrony. Amerykanie przygotowywali się do dalszego uderzenia następnego ranka.

### Przekroczenie Renu przez 6 Grupę Armii (26 marca)
6 Grupa Armii również dokonała 26 marca szturmu przez Ren. W Wormacji, około 40 kilometrów na południe od Moguncji, XV Korpus 7 Armii utworzył przyczółek, który następnego dnia połączył z południowym ramieniem przyczółka 3 Armii. Po pokonaniu sztywnego, początkowego oporu, XV Korpus posunął się również za Ren, przeciwstawiając się przede wszystkim małym niemieckim punktom umocnionym zlokalizowanym w przydrożnych wioskach.

### Przygotowania 21 Grupy Armii do operacji Plunder

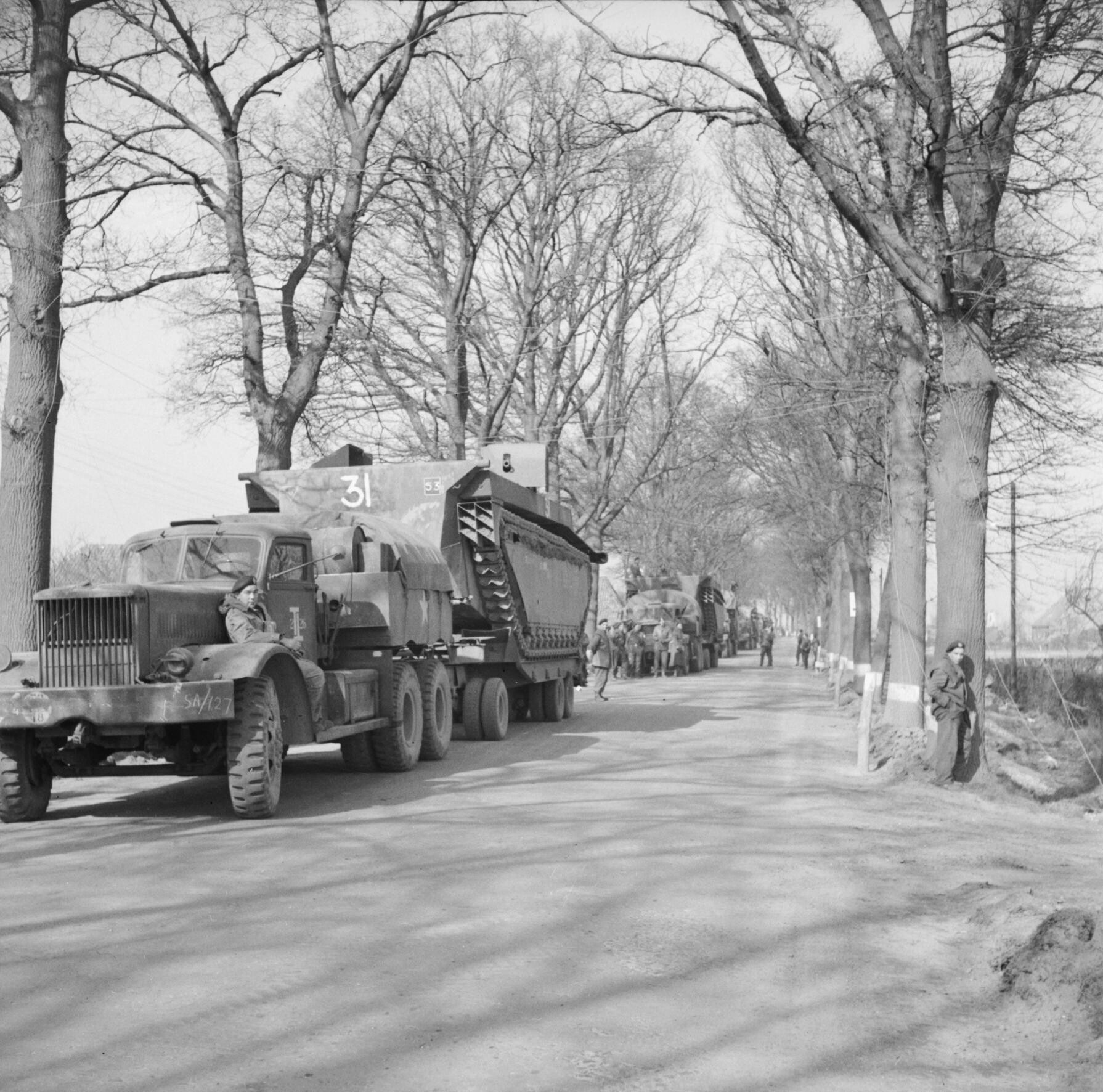
Amfibie i inny sprzęt przeprawowy transportowany na pozycje alianckie

W nocy z 23 na 24 marca, po przeprawie XII Korpusu przez Ren, Bradley ogłosił swój sukces. Dowódca 12 Grupy Armii powiedział, że wojska amerykańskie mogą przekroczyć Ren w dowolnym miejscu, bez bombardowania z powietrza lub użycia wojsk powietrznodesantowych, jako obiekcja w stronę Montgomery’ego, którego wojska w tym samym momencie przygotowywały się do ataku na Ren z intensywnym i skomplikowanym wsparciem powietrznym i artyleryjskim oraz z pomocą dwóch dywizji powietrznodesantowych, amerykańskiej 17. i brytyjskiej 6. Montgomery prezentował typowe dla siebie skrupulatne i ostrożne podejście do takich przedsięwzięć, czego nauczył się na początku kampanii w Afryce Północnej. Tak więc, gdy jego siły zbliżyły się do Renu, Montgomery przystąpił do jednego z najbardziej intensywnych gromadzeń materiału i siły ludzkiej w czasie tej wojny. Jego szczegółowe plany, o kryptonimie operacja Plunder, były porównywalne z inwazją na Normandię pod względem liczebności zaangażowanych sił i zakresu wyposażenia, zapasów oraz amunicji. 21 Grupa Armii miała 30 dywizji o pełnej sile, po 11 w brytyjskiej 2. i amerykańskiej 9 Armii oraz osiem w kanadyjskiej 1 Armii, zapewniając Montgomery’emu ponad 1 250 000 ludzi.
Operacja Plunder stawiała przed 2 Armią zadanie przekroczenia Renu w trzech miejscach na froncie 21 Grupy Armii – w Rees, Xanten i Rheinberg. Przeprawy miały być poprzedzone kilkutygodniowymi nalotami bombowymi i ostatecznym przygotowaniem artyleryjskim. Od lutego trwała ciężka kampania bombardowań strategicznych w wykonaniu sił USAAF i RAF, znana jako „Interdiction of Northwest Germany”, mająca na celu przede wszystkim zniszczenie linii komunikacyjnych i zaopatrzenia łączących Zagłębie Ruhry z resztą Niemiec. Zamierzeniem operacji było stworzenie linii z Bremy na południe do Neuwied. Głównymi celami były stacje kolejowe, mosty i centra komunikacyjne, ze szczególnym uwzględnieniem obiektów przetwarzania i magazynowania paliw oraz innych ważnych obiektów przemysłowych. W ciągu trzech dni poprzedzających atak Montgomery’ego, cele przed strefą 21 Grupy Armii oraz w Zagłębiu Ruhry na południowym wschodzie zostały zbombardowane w czasie ok. 11 000 lotów bojowych, skutecznie odgradzających Zagłębie Ruhry, jednocześnie zmniejszających obciążenie sił szturmowych Montgomery’ego.
Montgomery pierwotnie planował przyłączenie jednego korpusu amerykańskiej 9 Armii do brytyjskiej 2 Armii, która miała wykorzystać tylko dwie dywizje korpusu do pierwszego ataku. Reszta 9 Armii powinna pozostać w rezerwie, do czasu, aż przyczółek będzie gotowy do eksploatacji. Dowódca 9 Armii, gen. William Hood Simpson i 2 Armii gen. Miles Dempsey, odstąpili od tego pomysłu. Obaj uważali, że plan roztrwoni wielką siłę ludzi i sprzętu, które zgromadziła 9 Armia i zignorowali wiele problemów logistycznych związanych z rozmieszczeniem przejść 9 Armii w strefie 2 Armii.
Montgomery odpowiedział na te obawy, wprowadzając kilka drobnych poprawek do planu. Chociaż odmówił zwiększenia liczebności amerykańskich sił ponad dwie dywizje, zgodził się trzymać je raczej pod kontrolą 9 Armii niż 2 Armii. Aby zwiększyć zdolność Simpsona do wykorzystania siły swojej armii do eksploracji terenu na wschód od Renu, Montgomery zgodził się również na przekazanie mostów w Wesel, na północ od granicy między armiami, na użytek 9 Armii, gdy przyczółek zostanie zabezpieczony.
W najbardziej wysuniętym na południe sektorze ataku 21 Grupy Armii dywizje szturmowe 9 Armii miały przekroczyć Ren wzdłuż 18-kilometrowego odcinka frontu, na południe od Wesel i rzeki Lippe. Siła ta miała zablokować jakikolwiek niemiecki kontratak z Zagłębia Ruhry. Z powodu słabej sieci drogowej na wschodnim brzegu tej części Renu, II Korpus 9 Armii miał przejść przez obiecane mosty w Wesel przez brytyjską strefę na północ od rzeki Lippe, gdzie było sporo dobrych dróg. Po pokonaniu prawie 160 km na wschód, korpus ten miał spotkać się z elementami 1 Armii w pobliżu Paderborn, zamykając okrążenie Zagłębia Ruhry.
Innym ważnym aspektem planu Montgomery’ego była operacja Varsity, w ramach której dwie dywizje XVIII Korpusu Powietrznodesantowego gen. Matthew Ridgwaya miały dokonać desantu powietrznego za Renem. W przeciwieństwie do standardowej doktryny użycia wojsk powietrznodesantowych, która zakładała zrzut głęboko za liniami wroga na kilka godzin przed desantem morskim, strefy zrzutu w ramach operacji Varsity znajdowały się tuż za niemieckim frontem, w zasięgu artylerii alianckiej. Dodatkowo, aby uniknąć bratobójczego ognia podczas przygotowania artyleryjskiego, spadochroniarze mieli skakać dopiero po tym, jak wojska lądowe dotrą do wschodniego brzegu Renu. Dyskutowano na temat zasadności zrzucania lekko uzbrojonych spadochroniarzy tak blisko głównego pola bitwy, a plan, by siły desantowe przekroczyły Ren przed spadochroniarzami, rodził pytanie, czy w ogóle warto dokonać ataku sił powietrznodesantowych. Jednak Montgomery wierzył, że spadochroniarze szybko połączą się z nacierającymi siłami lądowymi, rozmieszczając najszybciej, jak to możliwe, jak największe siły na przyczółku. Po zabezpieczeniu tego przyczółka, brytyjska 6 Dywizja Powietrznodesantowa miała zostać przekazana pod kontrolę 2 Armii, podczas gdy amerykańska 17 Dywizja Powietrznodesantowa powróci pod kontrolę 9 Armii.

### Uruchomienie operacji Plunder (23 marca)
Operacja Plunder rozpoczęła się wieczorem 23 marca, kiedy oddziały szturmowe brytyjskiej 2 Armii ruszyły przeciwko trzem głównym punktom przeprawy: Rees na północy, Xanten w centrum i Wesel na południu. Dwie dywizje 9 Armii przeznaczone do przeprawy, skoncentrowane były w rejonie Rheinberg na południe od Wesel. W północnej strefie desantu elementy brytyjskiego XXX Korpusu rozpoczęły swoje natarcie (Operacja Turnscrew) około godziny 21:00, próbując odwrócić uwagę Niemców od głównych lądowań w Xanten w centrum i Rheinberg na południu. Pierwsze fale szturmowe szybko przekroczyły rzekę, napotykając jedynie lekki opór. W międzyczasie 3,2 km na północ od Wesel rozpoczęła się operacja Widgeon, gdy 1 Brygada Commando 2 Armii niezauważona prześlizgnęła się przez rzekę i czekała w odległości 1,6 km od miasta, aż to zostało zburzone przez 1 000 ton bomb zrzuconych przez samoloty RAF-u. Wchodząc w nocy do ruin miasta, komandosi zabezpieczyli je późnym rankiem 24 marca, choć rozproszony opór trwał do świtu 25 marca. XII Korpus 2 Armii i XVI Korpus 9 Armii rozpoczęły główne działania około godziny 2:00 w dniu 24 marca, po masowym bombardowaniu artyleryjskim i lotniczym.
Do przeprawy Amerykanów Simpson wybrał doświadczone 30 i 79 Dywizję Piechoty XVI Korpusu. 30-ta miała przeciąć Wesel i Rheinberg, podczas gdy 79-ta atakowała na południe od Rheinbergu. W rezerwie znajdowały się 8 Dywizja Pancerna XVI Korpusu oraz 35 i 75 Dywizja Piechoty, a także XIII i XIX Korpus 9 Armii, każdy z trzema dywizjami. Simpson planował zaangażowanie XIX Korpusu tak szybko, jak to możliwe po zabezpieczeniu przyczółka, wykorzystując XIII Korpus do utrzymania Renu na południe od miejsc przeprawy.
Po godzinie niezwykle intensywnego przygotowania artyleryjskiego, które sam Eisenhower oglądał na linii frontu, 30 Dywizja Piechoty ruszyła do ataku. Ostrzał artyleryjski był tak skuteczny i tak dobrze zgrany w czasie, że bataliony desantowe jedynie przeprowadziły swoje łodzie szturmowe przez rzekę i zajęły wschodni brzeg praktycznie bez oporu. Gdy kolejne fale żołnierzy przeprawiały się przez Ren, jednostki rozchodziły się, by zająć pierwsze wioski za rzeką, napotykając tylko lekki opór. Godzinę później, o 3:00, 79 Dywizja Piechoty rozpoczęła przeprawę w górę rzeki, uzyskując podobne wyniki. Ponieważ przez Ren przewożono już ciężki sprzęt, obie dywizje zaczęły nacierać na wschód, penetrując tego dnia 4,8–9,7 km w głąb niemieckich linii obronnych.

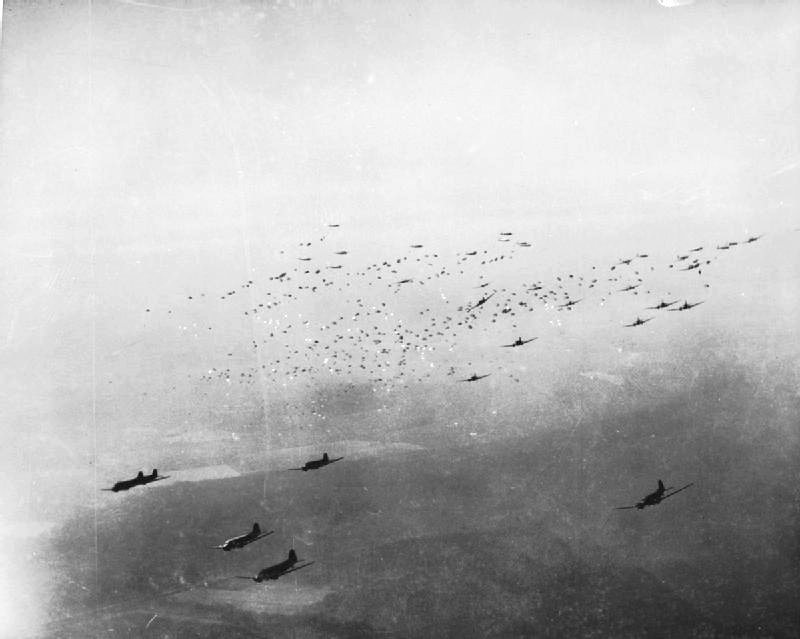
Samoloty transportowe Douglas C-47 zrzucają 24 marca setki spadochroniarzy w ramach operacji Varsity

Na północy brytyjskie przeprawy również poszły dobrze, a wojska lądowe i powietrznodesantowe połączyły się przed zapadnięciem zmroku. Do tego czasu spadochroniarze zdobyli wszystkie cele pierwszego dnia, biorąc 3500 jeńców.
Na południu odkrycie luki obronnej przed 30 Dywizją Piechoty zrodziło nadzieję, że już 25 marca będzie możliwe przełamanie frontu na pełną skalę. Kiedy rankiem tego dnia ograniczone ataki dywizji napotkały niewielki sprzeciw Niemców, jej dowódca, gen. Leland Hobbs utworzył dwie mobilne grupy bojowe, aby wykonać głębsze uderzenia, mające na celu całkowite przebicie się przez nieprzyjacielską obronę i wdarcie się w głąb Niemiec. Jednak Hobbs nie wziął w pełni pod uwagę prawie nieistniejącej sieci drogowej przed przyczółkiem XVI Korpusu. W obliczu próby szybkiego posuwania się Amerykanów przez gęsty las po pełnych kolein drogach gruntowych i błotnistych szlakach, których kilku zdeterminowanych żołnierzy na dobrze rozmieszczonych blokadach drogowych mogło skutecznie bronić, grupy bojowe posunęły się tylko 3,2 km 25 marca. Następnego dnia zdobyły trochę więcej terenu, a jedna z nich pokonała w sumie 9,7 km, lecz ograniczone postępy zmusiły Hobbsa do porzucenia nadziei na szybkie opuszczenie przyczółka.
Oprócz kiepskich dróg próby przełamania frontu na odcinku 30 Dywizji utrudniała także niemiecka 116 Dywizja Pancerna. Jako jedyna potężna jednostka, która pozostała do walki z alianckimi przeprawami na północnym odcinku Renu, 116 Dywizja zaczęła przemieszczać się na południe od granicy holendersko-niemieckiej 25 marca przeciwko tym siłom, które Niemcy uważali za swoje największe zagrożenie, czyli amerykańskiej 9 Armii. Do końca dnia 26 marca połączenie działań niemieckiej dywizji pancernej i trudnego terenu mocno ograniczyło postępy 30 Dywizji. Ponieważ 79 Dywizja Piechoty napotkała zaciekły opór na południu, jedynym wyjściem Simpsona było nakazanie części swoich sił czekać na zachodnim brzegu Renu. W późnych godzinach wieczornych 26 marca 8 Dywizja Pancerna zaczęła przeprawiać się na przyczółek.
Chociaż 8 Dywizja Pancerna wzmocniła zdolności ofensywne na przyczółku, Simpson był bardziej zainteresowany wysłaniem XIX Korpusu przez mosty na Wesel, jak zgodził się na to Montgomery, i wykorzystaniem lepszych dróg na północ od Lippe do oskrzydlenia wroga stojącego przed 30 Dywizją. Jednak z powodu nacisków ze strony Niemców w północnej części przyczółka 2 Armii, Brytyjczycy mieli problemy z ukończeniem swoich mostów pontonowych w Xanten i dlatego większość własnych wojsk przerzucali właśnie przez Wesel. Ponieważ Montgomery zezwalał na korzystanie z mostów w Wesel dla 9 Armii tylko przez 5 godzin w ciągu doby, a sieć drogowa na północ od Lippe znajdowała się pod kontrolą 2 Armii, gen. Simpson nie był w stanie manewrować siłami wystarczającymi do wykonania szybkiego ataku z flanki.

### Otoczenie niemieckiej Grupy Armii B w Zagłębiu Ruhry (1 kwietnia)

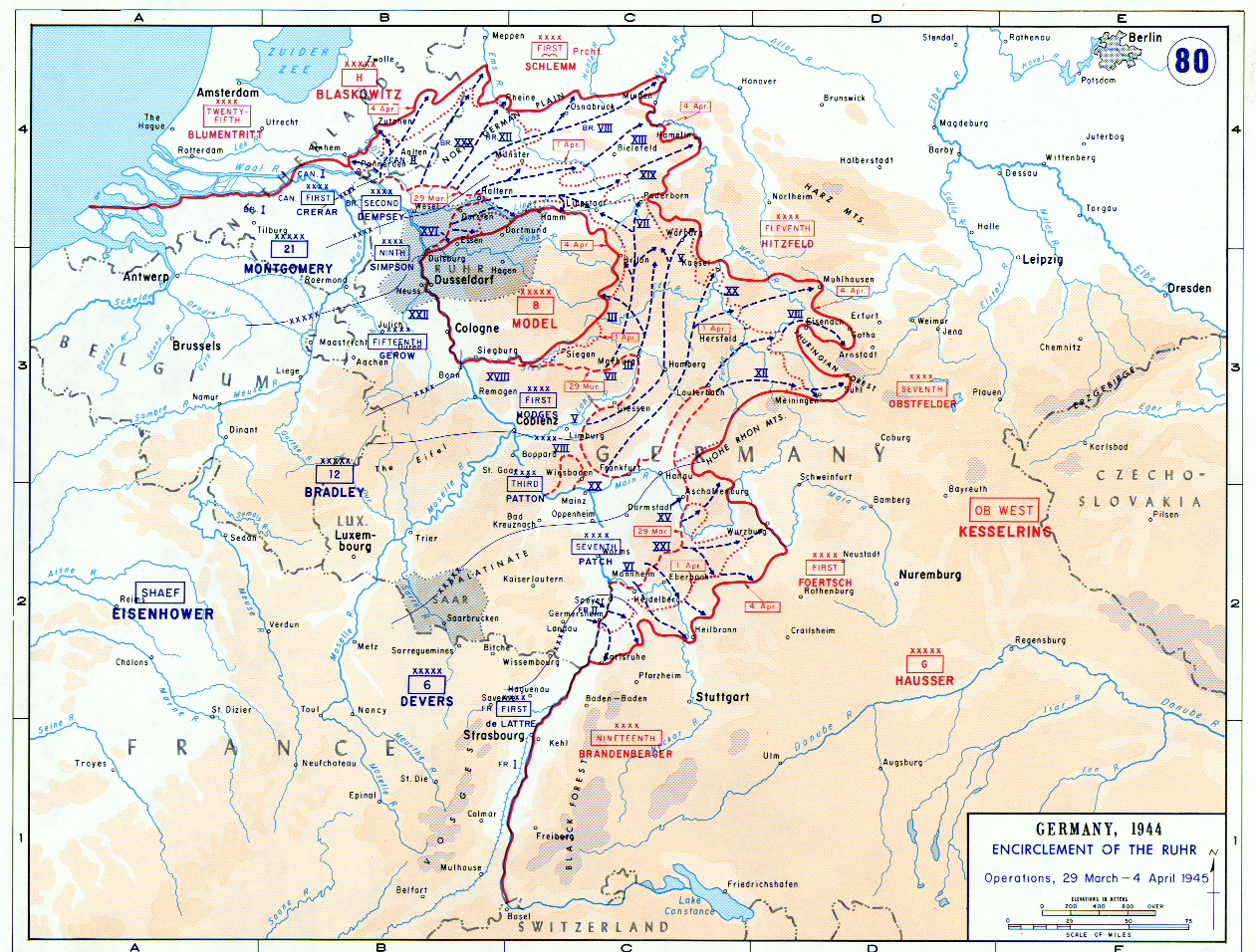
Okrążenie Zagłębia Ruhry i inne operacje alianckie od 29 marca do 4 kwietnia 1945 r.

Do 28 marca 8 Dywizja Pancerna rozszerzyła przyczółek tylko o 4,8 km i nadal nie dotarła do Dorsten, miasta położonego ok. 24 km na wschód od Renu, którego węzeł drogowy zapewniał rozwinięcie natarcia XVI Korpusu. Jednak tego samego dnia Montgomery ogłosił, że drogi w kierunku wschodnim wychodzące z Wesel zostaną przekazane 9 Armii 30 marca, a mosty nad Renem wiodące do tego miasta przejdą z rąk do rąk dzień później. Również 28 marca elementy amerykańskiej 17 Dywizji Powietrznodesantowej działającej na północ od rzeki Lippe w połączeniu z brytyjskimi siłami pancernymi dotarły do punktu położonego ok. 48 km na wschód od Wesel, otwierając korytarz dla XIX Korpusu i zręcznie oskrzydlając Dorsten oraz wroga na południu. Simpson miał teraz zarówno okazję, jak i środki, by uwolnić potęgę 9 Armii i rozpocząć na poważnie północne ramię manewru okrążającego dla otoczenia Zagłębia Ruhry.
Simpson rozpoczął 28 marca od przeniesienia elementów 2 Dywizji Pancernej XIX Korpusu na przyczółek XVI Korpusu z rozkazem przekroczenia Lippe na wschód od Wesel, unikając w ten sposób korków w mieście. Po minięciu miasta na północ od Lippe w dniu 29 marca 2 Dywizja Pancerna wyrwała się późną nocą z wysuniętej pozycji, którą XVIII Korpus Powietrznodesantowy ustanowił wokół Haltern, 19 km na północny wschód od Dorsten. 30 i 31 marca 2 Dywizja Pancerna przejechała nieprzerwanie 64 km na wschód do Beckum, przecinając dwie z trzech pozostałych linii kolejowych w Zagłębiu Ruhry i odcinając autostradę do Berlina. W miarę jak reszta XIX Korpusu poruszała się w ślad za tym spektakularnym natarciem, 1 Armia kończyła równie niezwykły atak wokół południowych i wschodnich krańców Zagłębia Ruhry.
Droga 1 Armii z przyczółka Remagen rozpoczęła się wymarszem przed świtem 25 marca. Niemiecki feldmarszałek Walther Model, którego Grupa Armii B była odpowiedzialna za obronę Zagłębia Ruhry, rozlokował swoje wojska wzdłuż rzeki Sieg na południe od Kolonii, uważając, że Amerykanie zaatakują bezpośrednio na północ od przyczółka Remagen. Zamiast tego, 1 Armia uderzyła na wschód, kierując się w stronę Gießen i rzeki Lahn, 105 km za Remagen, po czym skręciła na północ w kierunku Paderborn i połączyła się z 9 Armią. W wyjściu z przyczółka uczestniczyły wszystkie trzy korpusy 1 Armii, które pierwszego dnia obejmowały pięć dywizji piechoty i dwie dywizje pancerne. VII Korpus po lewej miał najtrudniejszą pracę do wykonania ze względu na koncentrację niemiecką na północ od przyczółka, ale jego kolumny pancerne zdołały posunąć się 19 km poza linię wyjściową. III Korpus pośrodku nie użył swoich sił pancernych pierwszego dnia natarcia, ale mimo to pokonał 6,4 km. Amerykański V Korpus po prawej stronie posunął się o 8–12,9 km, ponosząc minimalne straty.
Począwszy od następnego dnia, 26 marca, dywizje pancerne wszystkich trzech korpusów zamieniły te początkowe zdobycze w całkowite wyjście z przyczółka, niszcząc wszystkich przeciwników w rejonie i działając swobodnie na tyłach wroga. Do końca 28 marca 1 Armia Hodgesa przekroczyła rzekę Lahn, pokonując co najmniej 80 km poza linię wyjściową, biorąc do niewoli tysiące niemieckich żołnierzy. Wydawało się, że Niemcy nigdzie nie są już w stanie oprzeć się siłom alianckim. 29 marca 1 Armia skręciła w kierunku Paderborn, około 130 km na północ od Gießen, a jej prawą flankę pokrywała 3 Armia, która wyrwała się ze swoich przyczółków i skierowała się na północny wschód w kierunku Kassel.
Grupa bojowa 3 Dywizji Pancernej VII Korpusu, w skład której wchodziły niektóre z nowych czołgów ciężkich M26 Pershing, stanęła na czele wypadu do Paderborn 29 marca. Dołączając pułk piechoty ze 104 Dywizji Piechoty do dywizji pancernej i podążając za resztą 104 Dywizji, VII Korpus był dobrze przygotowany do utrzymania dowolnego zdobytego terytorium. Przemieszczając się 72 km na północ bez strat własnych, te mobilne siły zatrzymały się na noc 24 km od celu. Podejmując ponownie natarcie następnego dnia, natychmiast spotkały się z ostrym oporem ze strony słuchaczy ośrodka szkolenia rezerw wojsk pancernych Waffen-SS, zlokalizowanego w pobliżu Paderborn. Wyposażeni w około 60 czołgów uczniowie stawili fanatyczny opór, przez cały dzień angażując w walkę amerykańskie siły pancerne. Kiedy 31 marca grupa bojowa 3 Dywizji Pancernej nie zdołała posunąć się naprzód, gen. Joseph Lawton Collins, dowódca VII Korpusu, zapytał Simpsona, czy jego 9 Armia, atakująca na wschód i na północ od Zagłębia Ruhry, może udzielić im pomocy. Simpson z kolei nakazał dowództwu bojowemu 2 Dywizji Pancernej, która właśnie dotarła do Beckum, przejść 24 km naprzód na południowy wschód do Lippstadt, w połowie drogi między Beckum, a zablokowaną szpicą 3 Dywizji Pancernej. Wczesnym popołudniem 1 kwietnia elementy 2 i 3 Dywizji Pancernej spotkały się w Lippstadt, łącząc 9 i 1 Armię i zamykając rozbudowany kompleks przemysłowy Zagłębia Ruhry, wraz z Grupą Armii B Modela, w obrębie linii amerykańskich.
Od marca do kwietnia ofensywa na wschód od Renu postępowała zgodnie z planami aliantów. Wszystkie armie wyznaczone do przeprawy przez Ren przerzuciły swoje główne elementy na wschód od rzeki, w tym kanadyjska 1 Armia na północy, która wysłała dywizję przez brytyjski przyczółek w Rees oraz francuska 1 Armia na południu, która 31 marca utworzyła własny przyczółek w Germersheim i Spirę, około 80 km na południe od Moguncji. Ze spektakularnymi uderzeniami wojsk alianckich za Renem oraz zanikającą w coraz szybszym tempie zdolnością wroga do stawienia oporu, kampania mająca na celu zajęcie serca Niemiec przechodziła w pościg za uciekającym wrogiem.
W centrum linii alianckich Eisenhower umieścił nową 15 Armię, pod kontrolą 12 Grupy Armii, aby utrzymać zachodnią krawędź Zagłębia Ruhry wzdłuż Renu, podczas gdy 9 i 1 Armia wypierały tam pozostałych niemieckich obrońców z północy, wschodu i południa. Po zmniejszeniu kotła w Zagłębiu Ruhry 15 Armia miała przejąć obowiązki okupacyjne w regionie, podczas gdy 9, 1 i 3 Armia nacierały dalej w głąb Niemiec.

### Przeniesienie głównego ataku na front 12 Grupy Armii (28 marca)
28 marca, w miarę rozwoju wydarzeń, Eisenhower ogłosił swoją decyzję o zmianie planów dotyczących przyszłego przebiegu ofensywy. Po otoczeniu Zagłębia Ruhry chciał, aby 9 Armia została przeniesiona z brytyjskiej 21 Grupy Armii do amerykańskiej 12 Grupy Armii. Po zmniejszeniu kotła w Zagłębiu Ruhry, główny atak na wschód zostałby wykonany przez 12 Grupę Armii Bradleya w centrum, a nie przez 21 Grupę Armii Montgomery’ego na północy, jak pierwotnie planowano. Siły Montgomery’ego miały zabezpieczyć północną flankę Bradleya, podczas gdy 6 Grupa Armii gen. Deversa objęła południowe ramię jego wojsk. Co więcej, głównym celem nie był już Berlin, ale Lipsk, gdzie połączenie się z Armią Czerwoną podzieliłoby pozostałe siły niemieckie na dwie części. Gdy to nastąpi, 21 Grupa Armii miała zająć Lubekę i Wismar nad Morzem Bałtyckim, odcinając Niemców pozostających na Półwyspie Jutlandzkim w Danii, podczas gdy 6 Grupa Armii i 3 Armia ruszyłyby na południe, do Austrii.
Brytyjski premier i szefowie sztabów zdecydowanie sprzeciwili się nowemu planowi. Pomimo bliskości wojsk radzieckich do Berlina argumentowali oni, że miasto jest nadal kluczowym celem politycznym, jeśli nie wojskowym. Eisenhower, wspierany przez amerykańskich szefów sztabów, nie zgodził się z tym. Jego nadrzędnym celem było jak najszybsze zwycięstwo militarne. Eisenhower poszedłby na Berlin, gdyby przywódcy polityczni USA skierowali go do tego zadania lub gdyby zaistniała sytuacja, w której militarnie wskazane byłoby zajęcie niemieckiej stolicy. W przeciwnym razie dążył jednak do tych celów, których osiągnięcie najszybciej zakończyłoby wojnę. Ponadto, skoro Berlin i reszta Niemiec były już podzielone na strefy okupacyjne przez przedstawicieli rządów alianckich na konferencji w Jałcie, Eisenhower nie widział politycznego sensu w wyścigu o Berlin. Wszelkie tereny zdobyte przez aliantów zachodnich w przyszłej radzieckiej strefie okupacyjnej i tak miały być po wojnie przekazane Armii Czerwonej. Ostatecznie kampania przebiegła zgodnie z nowym planem Eisenhowera.

### Oczyszczenie kotła w Zagłębiu Ruhry (18 kwietnia)

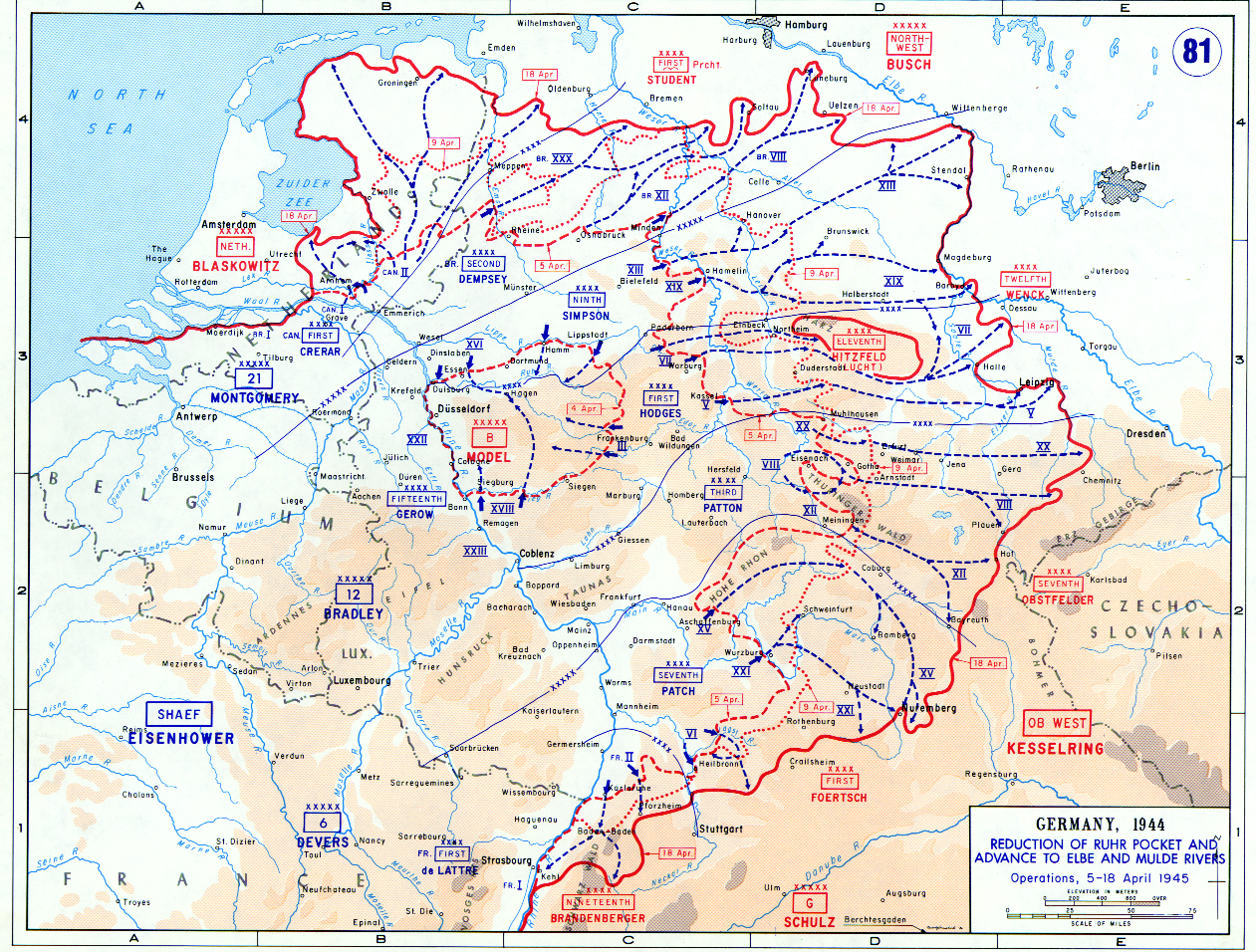
Zmniejszenie kotła w Zagłębiu Ruhry i przejście do rzek Łaby i Muldy między 5 a 18 kwietnia 1945 r.

Pierwszym krokiem w realizacji planu Eisenhowera było zlikwidowanie kotła w Zagłębiu Ruhry. Jeszcze zanim pierścień okrążenia został zamknięty, Niemcy rozpoczęli próby ucieczki z Zagłębia Ruhry na wschód. Wszystkie one zostały bezceremonialnie odparte przez znacznie liczniejsze siły alianckie. W międzyczasie 9 i 1 Armia zaczęły przygotowywać zbieżne ataki, wykorzystując rzekę Ruhrę jako linię graniczną. XVI Korpus 9 Armii, który zajął pozycje na północ od Zagłębia Ruhry po przekroczeniu Renu, miałby wspomagać w ataku na południe dwie dywizje XIX Korpusu, którego reszta wraz z XIII Korpusem nadal nacierała na wschód. Na południe od rzeki Ruhry atak 1 Armii na północ miał zostać wykonany przez XVIII Korpus Powietrznodesantowy, który został przeniesiony pod dowództwo gen. Hodgesa po operacji Varsity, oraz III Korpus, kiedy V i VII Korpus 1 Armii kontynuował ofensywę na wschód. Sektor 9 Armii w Zagłębiu Ruhry, choć obejmował tylko ok. 1/3 wielkości sektora 1 Armii na południe od rzeki, obejmował większość gęsto zurbanizowanego obszaru przemysłowego w obrębie okrążenia. Z kolei teren 1 Armii składał się z nierównego, silnie zalesionego terenu o ubogiej sieci drogowej.
Do 1 kwietnia, kiedy pułapka zamknęła się wokół Niemców w Zagłębiu Ruhry, ich los został przesądzony. W ciągu kilku dni wszyscy zostaną zabici lub pojmani. 4 kwietnia, w dniu, w którym 9 Armia przeszła pod kontrolę Bradleya, rozpoczęła ona atak na południe, w kierunku rzeki Ruhry. Na południu III Korpus 1 Armii i XVIII Korpus Powietrznodesantowy przypuściły ataki na północ. Niemiecki opór, początkowo zdeterminowany, szybko osłabł. Do 13 kwietnia 9 Armia oczyściła północną część kotła, podczas gdy elementy 8 Dywizji Piechoty XVIII Korpusu Powietrznodesantowego dotarły do południowego brzegu Ruhry, dzieląc południową część kotła na dwie części. Codziennie brano tysiące więźniów; od 16 do 18 kwietnia, kiedy zakończył się zorganizowany opór i resztki niemieckiej Grupy Armii B formalnie się poddały, wojska niemieckie tłumnie szły do niewoli w całym regionie. Dowódca Grupy Armii B, feldmarszałek Walther Model, popełnił samobójstwo 21 kwietnia.
Ostateczna liczba jeńców wziętych w Zagłębiu Ruhry sięgnęła 325 000, znacznie przekraczając oczekiwania Amerykanów. Dowódcy taktyczni pospiesznie ogrodzili drutem kolczastym ogromne otwarte pola, tworząc prowizoryczne obozy jenieckie, w których więźniowie czekali na koniec wojny i szansę powrotu do domu. Również nie mogąc się doczekać powrotu do domu, dziesiątki tysięcy wyzwolonych robotników przymusowych i alianckich jeńców wojennych dodatkowo nadwyrężyło amerykański system logistyczny.

### Przygotowania 12 Grupy Armii do ostatecznego ataku
W międzyczasie pozostałe siły alianckie na północ, południe i wschód od Zagłębia Ruhry konsolidowały swoje linie, przygotowując się do ostatecznego natarcia przez Niemcy. Zgodnie z nową koncepcją, 12 Grupa Armii Bradleya miała podjąć główny wysiłek, z 1 Armią Hodgesa pośrodku, kierując się na wschód przez około 210 km w kierunku Lipska i Łaby. Na północy XIX i XIII Korpus 9 Armii miały również poruszać się w kierunku Łaby, a dokładnie Magdeburga, około 105 km na północ od Lipska, chociaż dowódca armii, generał Simpson, miał nadzieję, że uda mu się przejść całą drogę do Berlina. Na południu 3 Armia Pattona miała uderzać na wschód do Chemnitz, około 64 km na południowy wschód od Lipska, ale daleko od Łaby, a następnie skręcić na południowy wschód do Austrii. W tym samym czasie 6 Grupa Armii Deversa ruszyłaby na południe przez Bawarię i Schwarzwald, do Austrii i Alp, niwecząc plany stworzenia „narodowej reduty” w tym miejscu.
4 kwietnia, gdy 3 Armia zatrzymała się, aby umożliwić reszcie 12 Grupy Armii nadrobienie zaległości, dokonała ona dwóch znaczących odkryć. W pobliżu miasta Merkers elementy 90 Dywizji Piechoty znalazły zapieczętowaną kopalnię soli zawierającą dużą część zrabowanych przez Niemców kosztowności z całej Europy. W skarbcu znajdowały się ogromne ilości niemieckich banknotów, stosy bezcennych obrazów, zrabowanej złotej i srebrnej biżuterii oraz przedmiotów gospodarstwa domowego, a także sztabki złota i monety różnych walut o wartości szacowanej na 250 000 000 dolarów. Tego samego dnia 4 Dywizja Pancerna i elementy 89 Dywizji Piechoty zajęły małe miasteczko Ohrdruf, kilka kilometrów na południe od Gotha, trafiając na pierwszy obóz koncentracyjny wyzwolony przez aliantów zachodnich.

### Podejście 12 Grupy Armii do Łaby (9 kwietnia)
4 kwietnia przerwa w natarciu 3 Armii pozwoliła pozostałym armiom pod dowództwem Bradleya dotrzeć do rzeki Leine, około 80 km na wschód od Paderborn. W ten sposób wszystkie trzy armie 12 Grupy Armii znajdowały się w dość równej linii z północy na południe, umożliwiając im równoległe zbliżanie się do Łaby. Do 9 kwietnia zarówno 9, jak i 1 Armia zajęły przyczółki za Leine, co skłoniło Bradleya do wydania rozkazu nieograniczonego natarcia na wschód. Rankiem 10 kwietnia rozpoczęła się ostateczna wyprawa 12 Grupy Armii nad Łabę.
Rzeka Łaba była oficjalnym celem na wschodzie, ale wielu amerykańskich dowódców wciąż obserwowało Berlin. Wieczorem 11 kwietnia elementy 2 Dywizji Pancernej 9 Armii, najwyraźniej chcące zademonstrować, jak łatwo ich armia może zdobyć ten upragniony cel, pokonały 117 km, by dotrzeć do Łaby na południowy wschód od Magdeburga, zaledwie 80 km od stolicy Niemiec. 12 kwietnia dodatkowe elementy 9 Armii dotarły do Łaby i następnego dnia znalazły się na przeciwległym brzegu, mając nadzieję dostać pozwolenie na uderzenie w kierunku Berlina. Ale dwa dni później, 15 kwietnia, musieli porzucić te plany. Eisenhower przesłał Bradleyowi ostatnie słowo w tej sprawie: 9 Armia miała pozostać na miejscu, nie będzie żadnych działań mających na celu zajęcie Berlina. Po tym rozkazie Simpson nakazał swoim żołnierzom skupić się na zwalczaniu niemieckich maruderów i oddziałów pozostawionych na tyłach.

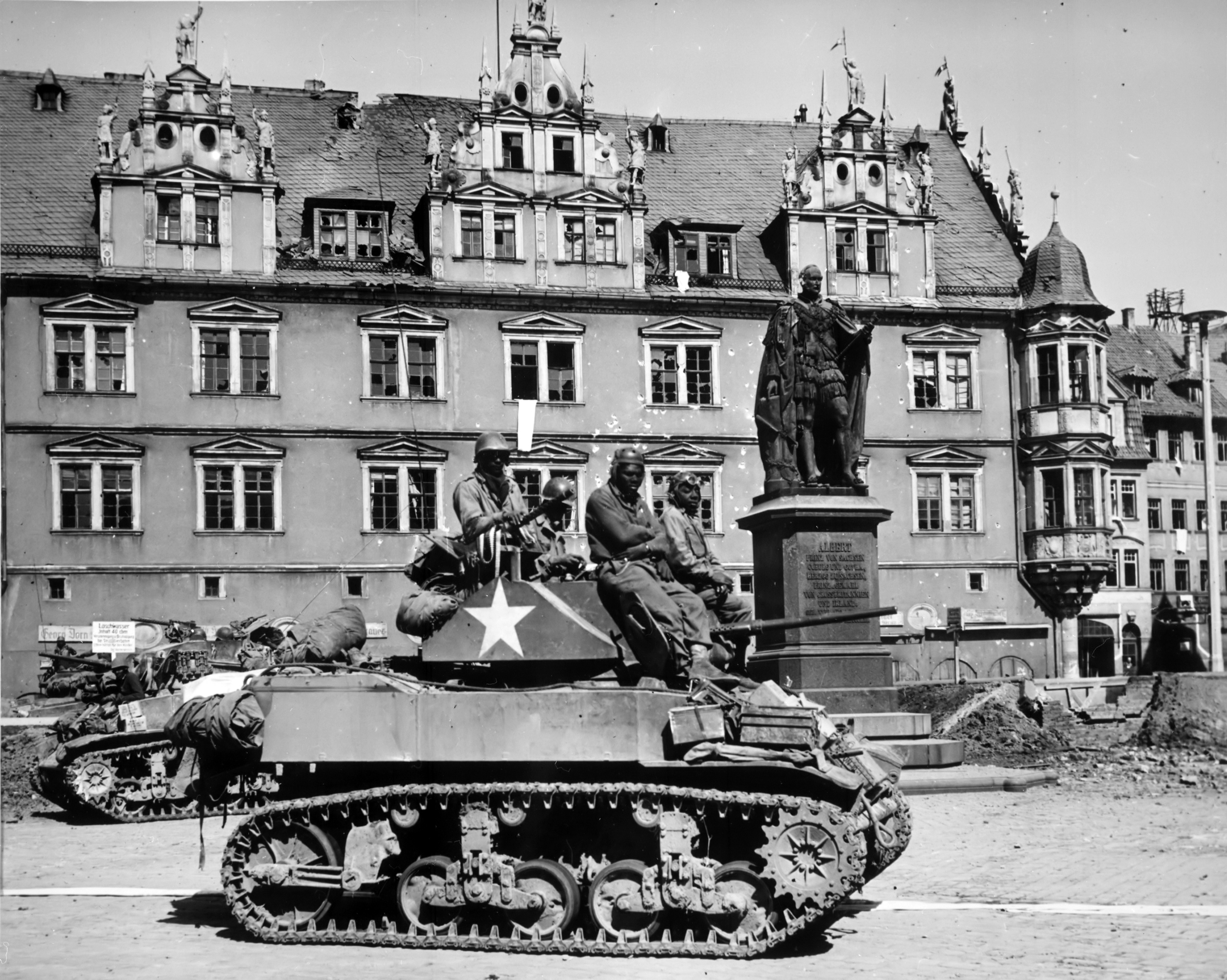
Amerykańskie czołgi w Coburgu 25 kwietnia

W centrum sektora 12 Grupy Armii, 1 Armia Hodgesa napotkała nieco ostrzejszy opór, choć prawie nie zwolniła tempa. Gdy jej siły zbliżyły się do Lipska, około 97 km na południe od Magdeburga i 24 km od rzeki Muldy, 1 Armia wpadła na jeden z niewielu pozostałych ośrodków zorganizowanego oporu. Tutaj Niemcy zwrócili gruby pas dział przeciwlotniczych przeciwko amerykańskim wojskom lądowym z niszczycielskimi skutkami. Dzięki połączeniu ataków flankujących i nocnemu przemieszczaniu się żołnierze 1 Armii byli w stanie zniszczyć lub ominąć te działa, docierając ostatecznie do Lipska, który formalnie poddał się rano 20 kwietnia. Pod koniec dnia jednostki, które zajęły Lipsk, dołączyły do reszty 1 Armii na Muldzie, gdzie otrzymały rozkaz zatrzymania się.
W międzyczasie, na południowej flance 12 Grupy Armii, 3 Armia posunęła się szybko, przemieszczając się 48 km na wschód, aby zająć Erfurt i Weimar, a następnie, do 12 kwietnia, kolejne 48 km przez dawne pole bitwy napoleońskiej pod Jeną-Auerstedt z 1806 roku. Tego dnia Eisenhower polecił Pattonowi zatrzymanie 3 Armii nad rzeką Mulda, około 16 km od jej pierwotnego celu, Chemnitz. Zmiana wynikała z porozumienia pomiędzy amerykańskimi i radzieckimi dowódcami wojskowymi, opartego na potrzebie ustalenia łatwo rozpoznawalnej linii geograficznej oddzielającej obszary odpowiedzialności, aby uniknąć przypadkowych starć między siłami aliantów zachodnich i radzieckimi. Jednak gdy 13 kwietnia 3 Armia zaczęła zbliżać się do Muldy, XII Korpus, najbardziej wysunięta na południe siła Pattona, kontynuował posuwanie się na południowy wschód wraz z 6 Grupą Armii, aby oczyścić południowe Niemcy i wkroczyć do Austrii. Po zajęciu Coburga, około 80 km na południe od Erfurtu, 11 kwietnia oddziały XI Korpusu zajęły Bayreuth, położone 56 km dalej na południowy wschód, 14 kwietnia.
Podobnie jak przez całą kampanię, niemiecki opór podczas alianckiego uderzenia na linię Łaba–Mulda był sporadyczny i nieprzewidywalny. Niektóre obszary były wciąż mocno bronione, podczas gdy w innych wróg poddawał się po jedynie symbolicznej walce. Przemieszczając pancerne szpice wokół umocnionych obszarów, izolując je na tyłach i pozostawiając do zlikwidowania przez kolejne fale piechoty, siły Eisenhowera utrzymały swoje tempo natarcia na wschód. W ten sposób zneutralizowano 70-tysięczną armię niemiecką w górach Harz, 64 km na północ od Erfurtu, podobnie jak miasta Erfurt, Jena i Lipsk.

### Nawiązanie pierwszego kontaktu 1 Armii z nacierającymi wojskami radzieckimi (25 kwietnia)

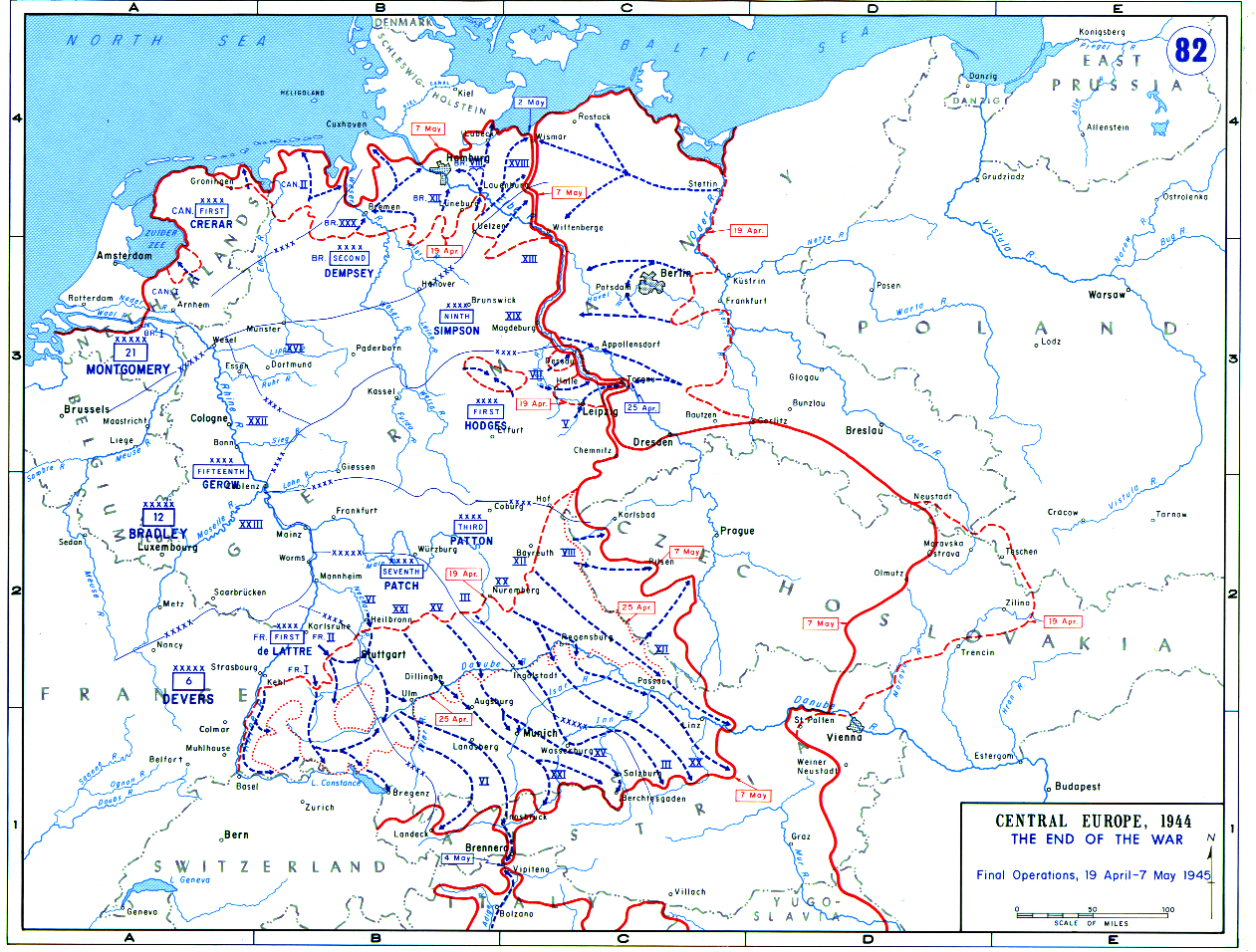
Ostatnie operacje wojsk aliantów zachodnich w okresie od 19 kwietnia do 7 maja 1945 r. oraz przesunięcie radzieckiej linii frontu w tym okresie

Każda jednostka aliancka na linii Łaba–Mulda pragnęła jako pierwsza spotkać się z Armią Czerwoną. W ostatnim tygodniu kwietnia było już dobrze wiadomo, że Sowieci są blisko, a dziesiątki patroli amerykańskich sondowały za wschodnim brzegiem Muldy, mając nadzieję na ich spotkanie. Ostatecznie dokonały tego oddziały V Korpusu 1 Armii. 25 kwietnia o godzinie 11:30 mały patrol z 69 Dywizji Piechoty spotkał samotnego radzieckiego kawalerzystę we wsi Leckwitz. Kilka innych patroli z 69 Dywizji miało podobne spotkania później tego samego dnia, a 26 kwietnia dowódca dywizji, gen. Emil Reinhardt, spotkał się z gen. Władimirem Rusakowem z radzieckiej 58 Dywizji Strzeleckiej Gwardii w Torgau na pierwszej oficjalnej ceremonii połączenia wojsk alianckich.
Na pamiątkę tego wydarzenia 25 kwietnia jest obchodzony jako Dzień Łaby.

### Skierowanie 6 Grupy Armii do Austrii
Podczas gdy 12 Grupa Armii posuwała się dalej na wschód, 6 Grupa Armii na południu miała podwójną misję: ochrony prawej flanki 12 Grupy Armii oraz wyeliminowania wszelkich niemieckich prób zajęcia reduty w Alpach w południowych Niemczech i zachodniej Austrii. Aby osiągnąć oba cele, 7 Armia gen. Patcha po lewej stronie miała wykonać wielki łuk, najpierw poruszając się na północny wschód wzdłuż flanki Bradleya, a następnie skręcić na południe z 3 Armią, aby zająć Norymbergę i Monachium, ostatecznie kierując się do Austrii. Francuska 1 Armia, pod dowództwem gen. de Lattre de Tassigny’ego, miała zaatakować na południe i południowy wschód, zajmując Stuttgart, a później wychodząc na granicę szwajcarską i do Austrii.
Początkowo opór w sektorze 6 Grupy Armii był silniejszy niż w przypadku 12 Grupy Armii. Siły niemieckie nie były tu po prostu tak zdezorganizowane jak te na północy. Niemniej jednak 7 Armia wyrwała się ze swego przyczółka nad Renem, na południe od Frankfurtu, 28 marca, wykorzystując elementy trzech korpusów - XV Korpusu na północy, XXI Korpusu w centrum i VI Korpusu na południu. 45 Dywizja Piechoty XV Korpusu walczyła przez sześć dni, zanim 3 kwietnia zajęła miasto Aschaffenburg, położone 56 km na wschód od Renu. Na południu elementy VI Korpusu napotkały nieoczekiwanie zaciekły opór w Heilbronn, 64 km na tyłach wojsk niemieckich. Pomimo szerokiego użycia sił pancernych, które otoczyły obronę wroga, zajęło aliantom aż dziewięć dni intensywnych walk, aby w pełni opanować to miasto. Mimo to do 11 kwietnia 7 Armia wniknęła głęboko w niemiecką obronę, zwłaszcza na północy, i była gotowa do rozpoczęcia manewru oskrzydlającego na południowy wschód i południe. Tak więc 15 kwietnia, kiedy Eisenhower rozkazał całej 3 Armii Pattona skierować się na południowy wschód w dół doliny Dunaju do Linzu oraz na południe do Salzburga i środkowej Austrii, polecił również 6 Grupie Armii wykonać podobny zwrot w kierunku południowych Niemiec i zachodniej Austrii.

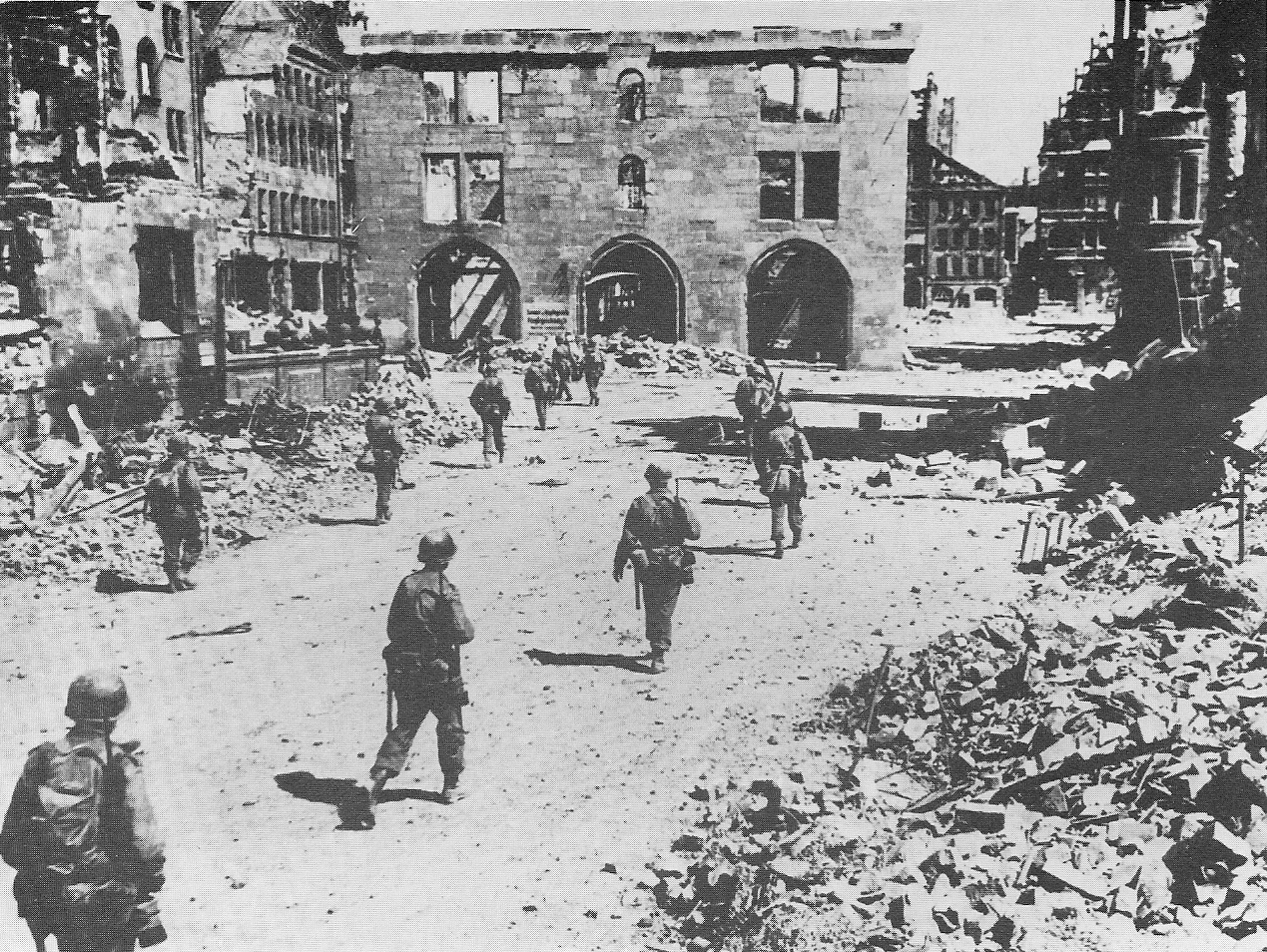
Żołnierze amerykańskiej 3 Dywizji Piechoty w Norymberdze 20 kwietnia

Posuwając się wzdłuż tej nowej osi natarcia, 7 Armia szybko zajęła Bamberg, leżący ponad 160 km na wschód od Renu, w drodze do Norymbergi, położonej około 48 km na południe. Gdy 16 kwietnia jej siły dotarły do tego miasta, 7 Armia natrafiła na ten sam rodzaj obrony z wykorzystaniem broni przeciwlotniczej, z którą miała do czynienia 1 Armia w Lipsku. Dopiero 20 kwietnia, po przełamaniu pierścienia obrony dział przeciwlotniczych i walkach miejskich o każdy budynek, jej oddziały zajęły Norymbergę.
Po zdobyciu Norymbergi 7 Armia odnotowała już tylko niewielki opór, gdy 12 Dywizja Pancerna XXI Korpusu popędziła 80 km do Dunaju, przekraczając go 22 kwietnia, a kilka dni później dokonały tego również reszta tego korpusu i XV Korpus.
W międzyczasie, po prawej stronie 7 Armii, VI Korpus ruszył na południowy wschód obok francuskiej 1 Armii. Podwójnym manewrem okrążającym Francuzi zdobyli Stuttgart 21 kwietnia, a następnego dnia zarówno francuski, jak i amerykański VI Korpus przerzuciły swoje elementy za Dunaj. Podobnie, 3 Armia z lewej flanki 6 Grupy Armii posunęła się szybko naprzód w obliczu bardzo skromnego oporu, a jej czołowe elementy dotarły do rzeki 24 kwietnia.
Gdy 6 Grupa Armii i 3 Armia zakończyły oczyszczanie południowych Niemiec i zbliżały się do Austrii, dla większości obserwatorów, zarówno alianckich, jak i niemieckich, było jasne, że wojna prawie się skończyła. Wiele miast zdecydowało się na wywieszenie białych flag kapitulacji, aby oszczędzić sobie niepotrzebnych zniszczeń, podczas gdy wojska niemieckie poddawały się dziesiątkami tysięcy, czasem całymi jednostkami.

### Połączenie sił amerykańskich w Niemczech i we Włoszech (4 maja)
30 kwietnia elementy XV i XXI Korpusu 7 Armii zdobyły Monachium, położone 48 km na południe od Dunaju, podczas gdy pierwsze elementy VI Korpusu weszły do Austrii już dwa dni wcześniej. 4 maja V Korpus 3 Armii i XII Korpus wkroczyły na terytorium Czechosłowacji, a jednostki VI Korpusu napotkały elementy amerykańskiej 5 Armii gen. Luciana Truscotta na granicy włoskiej, dzielącej fronty zachodni i włoski. Również 4 maja, po umieszczeniu Salzburga w sektorze 7 Armii, miasto to poddało się elementom XV Korpusu. XV Korpus zajął również Berchtesgaden, miasto, które miało stać się kwaterą Hitlera w „narodowej reducie”. Ponieważ wszystkie przejścia do Alp były teraz zamknięte, nie dało się już utworzyć ostatecznej reduty w Austrii ani nigdzie indziej. Kilka dni później wojna w Europie miała się skończyć.

### Przekroczenie Łaby przez 21 Grupę Armii (29 kwietnia)

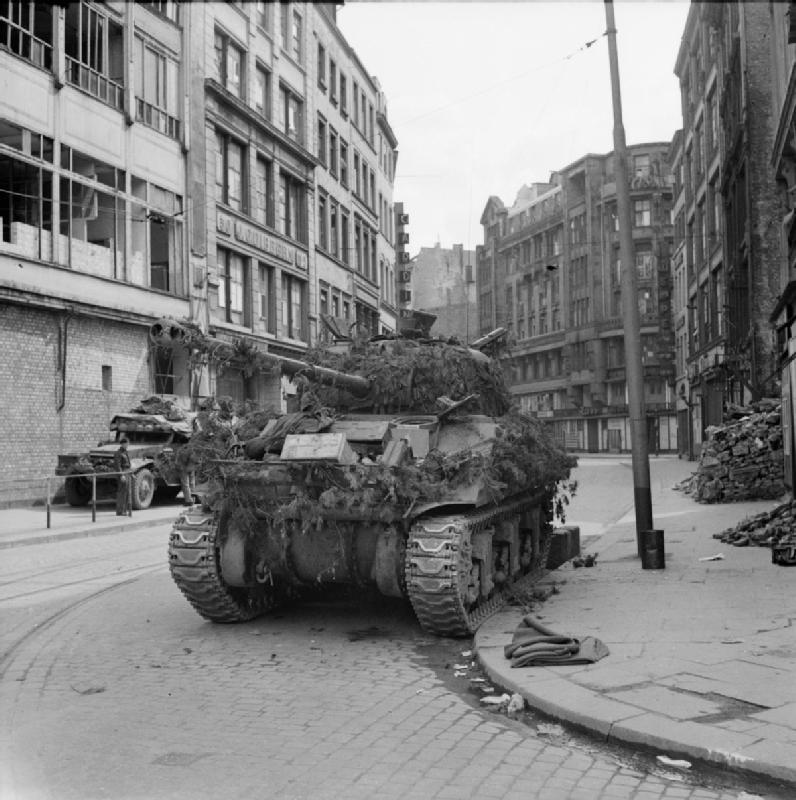
Brytyjski czołg w Hamburgu 4 maja

Podczas gdy armie alianckie na południu maszerowały w kierunku Alp, 21 Grupa Armii ruszyła na północ i północny wschód. Prawe ramię brytyjskiej 2 Armii 19 kwietnia dotarło do Łaby na południowy wschód od Hamburga. Jego lewe ramię natomiast przez tydzień walczyło o zdobycie Bremy, która padła 26 kwietnia. 29 kwietnia Brytyjczycy dokonali przeprawy przez Łabę, następnego dnia wsparci przez ponownie dołączony XVIII Korpus Powietrznodesantowy. Przyczółek szybko się rozrastał i do 2 maja Lubeka oraz Wismar, położone 64–80 km za rzeką, znalazły się w rękach aliantów, co odcięło Niemców na Półwyspie Jutlandzkim od ich głównych sił.
Po lewej stronie 21 Grupy Armii jeden korpus kanadyjskiej 1 Armii dotarł 16 kwietnia do Morza Północnego w pobliżu granicy holendersko-niemieckiej, podczas gdy drugi przemaszerował przez środkową Holandię, odcinając siły niemieckie pozostające w tym okupowanym kraju. Jednak obawiając się, że ominięci przez ofensywę Niemcy zaleją większość kraju i spowodują jeszcze większy głód wśród ludności holenderskiej, Eisenhower zatwierdził porozumienie z lokalnymi dowódcami niemieckimi, aby umożliwić aliantom zrzucanie żywności do kraju w zamian za lokalne zawieszenie broni. Zrzuty lotnicze, które rozpoczęły się 29 kwietnia pod kryptonimem operacja Manna , są określane jako początek wspólnego wysiłku ponownego zjednoczenia i odbudowy powojennej Europy.
6 maja polska 1 Dywizja Pancerna zajęła bazę morską Kriegsmarine w Wilhelmshaven, gdzie gen. Stanisław Maczek przyjął kapitulację twierdzy, bazy morskiej, Floty Wschodniofryzyjskiej i ponad dziesięciu dywizji piechoty.

### Kapitulacja Niemiec (8 maja)

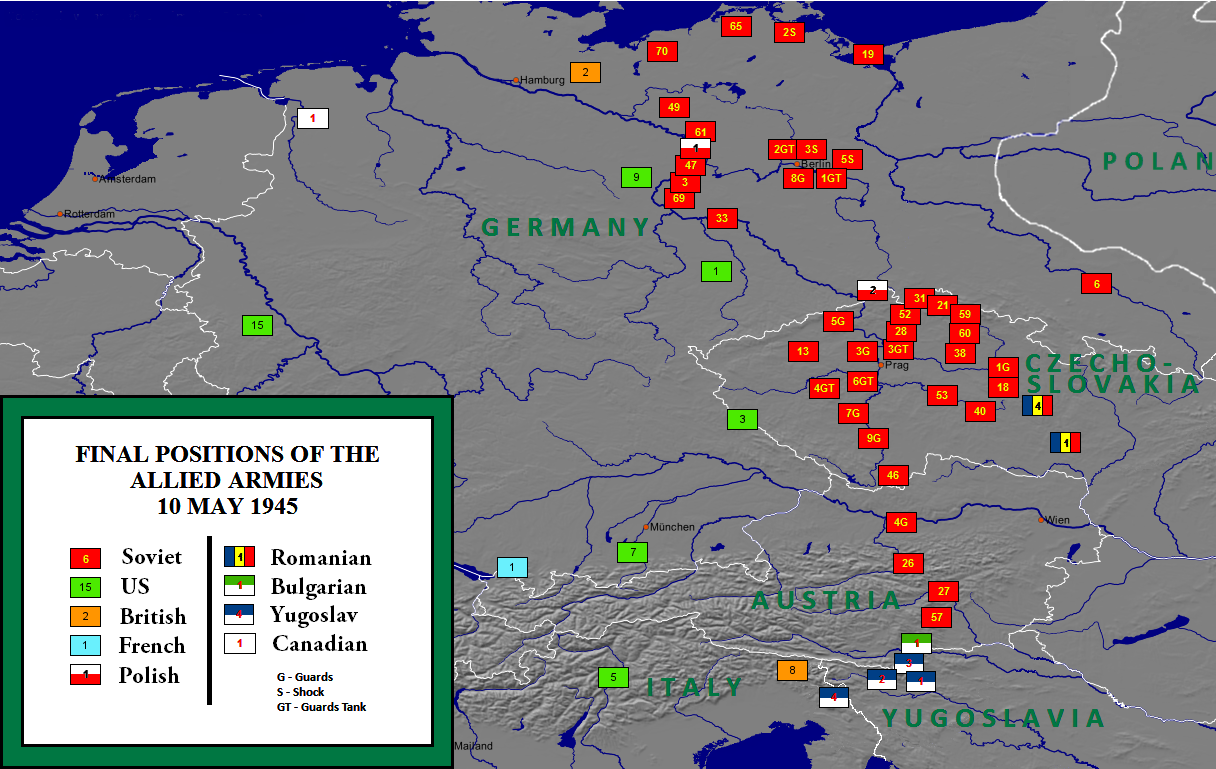
Końcowe pozycje wojsk alianckich w Europie, maj 1945 r.

Pod koniec kwietnia 1945 roku III Rzesza znalazła się na skraju upadku. Z terenów, które nadal znajdowały się pod kontrolą Wehrmachtu, prawie żaden nie znajdował się w Niemczech. Po tym, jak droga ucieczki na południe została przerwana przez ruch 12 Grupy Armii na wschód, a Berlin został otoczony przez Armię Czerwoną, 30 kwietnia Hitler popełnił samobójstwo, pozostawiając swojemu następcy, adm. Karlowi Dönitzowi, zadanie sformalizowania kapitulacji. Po propozycji zawarcia porozumienia, na mocy którego poddałby się on tylko zachodnim aliantom, odrzuconej w trybie doraźnym 7 maja, Dönitz udzielił swojemu przedstawicielowi Alfredowi Jodlowi pozwolenia na dokonanie całkowitej kapitulacji na wszystkich frontach. Odpowiednie dokumenty zostały podpisane tego samego dnia i weszły w życie 8 maja. Pomimo rozproszonego oporu kilku izolowanych jednostek niemieckich, wojna w Europie dobiegła końca.

## Analiza

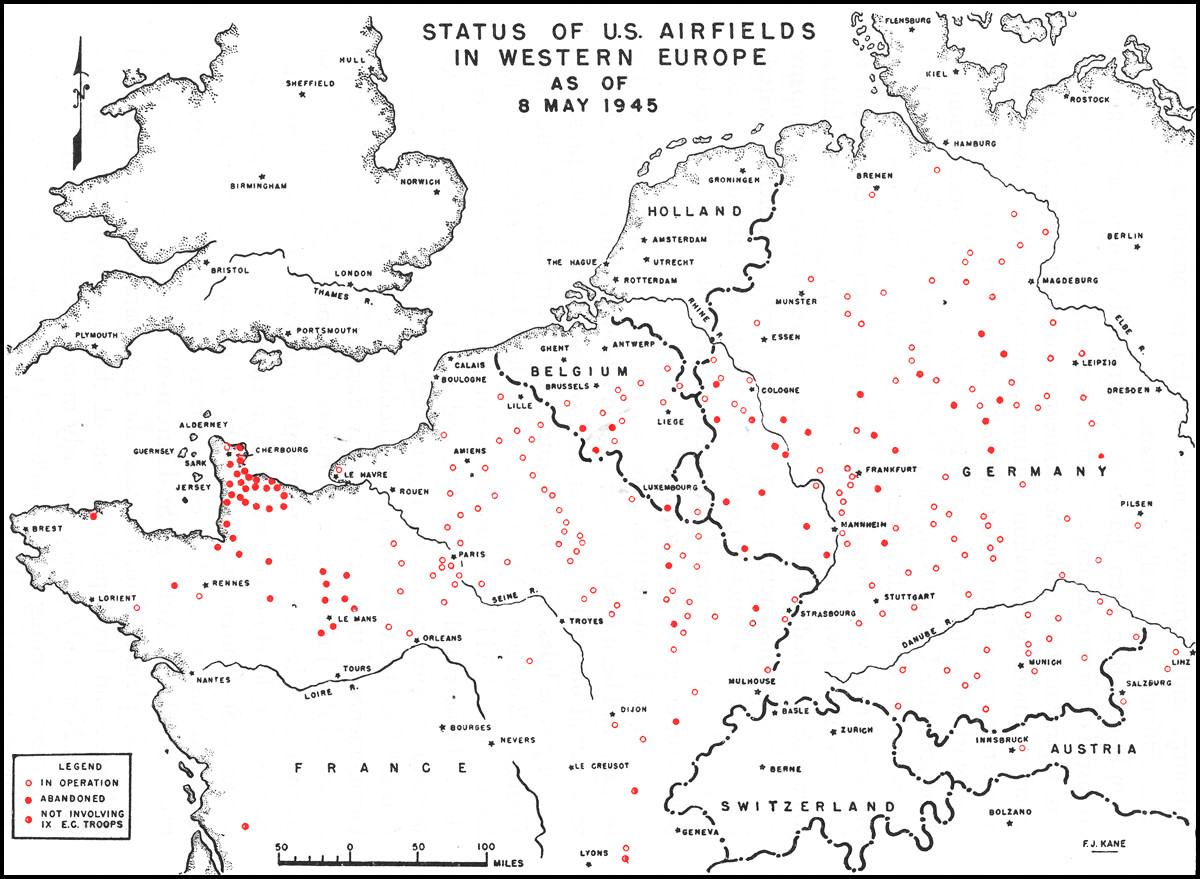
Lotniska USAAF w Europie po 8 maja 1945 r.

Już na początku inwazji na Niemcy zwycięstwo aliantów w Europie było pewne. Zaryzykowawszy swoją przyszłą zdolność do obrony Niemiec, podejmując ofensywę w Ardenach, Hitler przegrał wojnę i nie miał już sił zdolnych powstrzymać potężne armie alianckie. Zachodni alianci jednak nadal musieli walczyć, często zaciekle, o ostateczne zwycięstwo. Nawet, gdy beznadziejność niemieckiej sytuacji stała się oczywista dla najwierniejszych podwładnych führera, Hitler nie przyznał się do porażki. Dopiero, gdy radziecka artyleria ostrzeliwała okolice jego bunkra w Berlinie, zaczął dostrzegać ostateczny rezultat swoich działań.
Przekroczenie Renu, okrążenie i likwidacja sił niemieckich w Zagłębiu Ruhry oraz przejście do linii Łaba–Mulda i podnóży Alp przyczyniły się do zapamiętania ostatniej kampanii na froncie zachodnim jako wizytówki przewagi aliantów w walce manewrowej. Czerpiąc z doświadczeń zdobytych podczas kampanii w Normandii i marszu z Paryża nad Ren, zachodni alianci zademonstrowali w Niemczech swoją zdolność uczenia się na błędach z przeszłości. Dołączając zmechanizowane jednostki piechoty do dywizji pancernych, stworzyli oni hybrydę siły i mobilności, która dobrze im służyła w prowadzeniu działań wojennych głęboko na terytorium wroga. Kluczem do sukcesu ich wysiłków okazały się jednak wsparcie logistyczne, które zapewniło tym siłom stały dopływ zaopatrzenia, oraz determinacja, by za wszelką cenę utrzymać dynamikę natarcia. Te ruchome siły wykonały głębokie uderzenia, aby odizolować w kotłach poszczególne zgrupowania wojsk niemieckich, które zostały pokonane przez kolejne fale piechoty idące tuż za nimi. W ten sposób alianci szybko osłabili wszelką pozostałą zdolność wroga do oporu.
Ze swojej strony schwytani żołnierze niemieccy często twierdzili, że największe wrażenie zrobiły na nich nie amerykańskie czołgi czy piechota, lecz artyleria. Często zwracali uwagę na celność i szybkość namierzania celu, a zwłaszcza na olbrzymią ilość wydanej jej amunicji.
Z perspektywy czasu badacze podają przykłady wątpliwych decyzji planistów i dowódców dotyczących realizacji kampanii. Na przykład Patton mógł potencjalnie dokonać swojej pierwszej przeprawy przez Ren na północ od Moguncji i uniknąć strat poniesionych podczas przekraczania Menu. Dalej na północ desant powietrzny podczas operacji Varsity, wspierającej przeprawę przez Ren 21 Grupy Armii, prawdopodobnie nie był warty ryzyka. Ale te decyzje zostały podjęte w dobrej wierze i miały niewielki wpływ na ostateczny wynik kampanii. Ogólnie plany aliantów były dobrze przygotowane, o czym świadczy to, jak szybko zostały osiągnięte ich cele.